# Атлантичний океан
Атланти́чний океа́н, Атлантика — другий за величиною та глибиною океан на Землі, загальною площею 91,7 млн км². Займає близько 30 % поверхні планети та 39 % акваторії Світового океану. Океан поєднує дві найбільші частини світу, Старий і Новий світ. Серед його особливостей — вузька, але сильно видовжена з півночі на південь на 16 000 км форма подібна до літери S. Атлантичний океан — другий за глибиною (Пуерто-риканський жолоб, 8942 м) після Тихого. Середні глибини океану — 3926 м. На екваторі океан має найменшу ширину, на півночі й на півдні широко сполучається із холодними полярними водами Північного Льодовитого і Південного океанів. Межі з Індійським і Тихим океанами проведено умовно — від мисів на південних краях Африки і Південної Америки по меридіанах до Антарктиди. Атлантичний океан лежить майже в усіх кліматичних поясах, окрім полярних. Акваторію океану поділяють на 16 окремих вимірів і велику кількість заток та бухт різної площі. Історично внутрішнє Середземне море поділяють на менші частини — окремі самостійні моря. Серед морів, окрім окраїнних (Карибське, Північне) багато внутрішніх (Балтійське, Середземне, Чорне, Азовське). Серед морів унікальне Саргасове море, берегами якому слугують лише морські течії. Міжпасатна протитечія близько 8° пн. ш. умовно поділяє океан на дві акваторії з відмінними й своєрідними природними умовами — Північну та Південну Атлантики.
Атлантичний океан був відомий мореходам ще з давніх часів, але його дослідження розпочалось із Добою великих географічних відкриттів. З XIX століття океан досліджують океанографічні експедиції провідних країн Європи і Америки, серед його дослідників присутні імена українців, що працювали як у складі російських і радянських морських експедицій, так і в національних наукових проєктах. Серед найвідоміших експедицій слід відзначити британську експедицію на судні «Челжер», німецьку на судні «Метр» та багаторічні дослідження радянського судна «Витязь», американської геофізичної обсерваторії в Ламонт-Догерті Колумбійського університету та гідрографічного бюро ВМС США.

## Назва
Першим з філософів античності термін «Атлантичний» вжив у своїх творах грецький історик V століття до н. е. Геродот, який писав, що «море, по якому плавають елліни, і те, що за Геркулесовими стовпами, називається Атлантіс» (від дав.-гр. Ἀτλαντίς — Атлант). Назва походить від відомого у Стародавній Греції міфу про Атланта (Атласа), титана, що тримає на своїх плечах небесне склепіння у крайній західній точці Середземномор'я. Термін «Атлантичний океан» зустрічається в працях давньогрецького географа Ератосфена Кіренського (III століття до н. е.) і римського натураліста I століття Плінія Старшого (лат. Oceanus Atlanticus), але в тому, яку саме акваторію він позначав в давнину, вчені не впевнені досі. Можливо, так іменували лише акваторію між Гібралтарською протокою і Канарськими островами, що часто згадується як «Море Мороку», чи то через країнє західне положення, де сонце сідає за обрій, чи то через часту імлу (що її спостерігали перші мореплавці), яку викликають великі маси пилу, підняті вітрами з безкраїх просторів Сахари, або вулканічний попіл, що його вивергають вулкани Канарських островів.

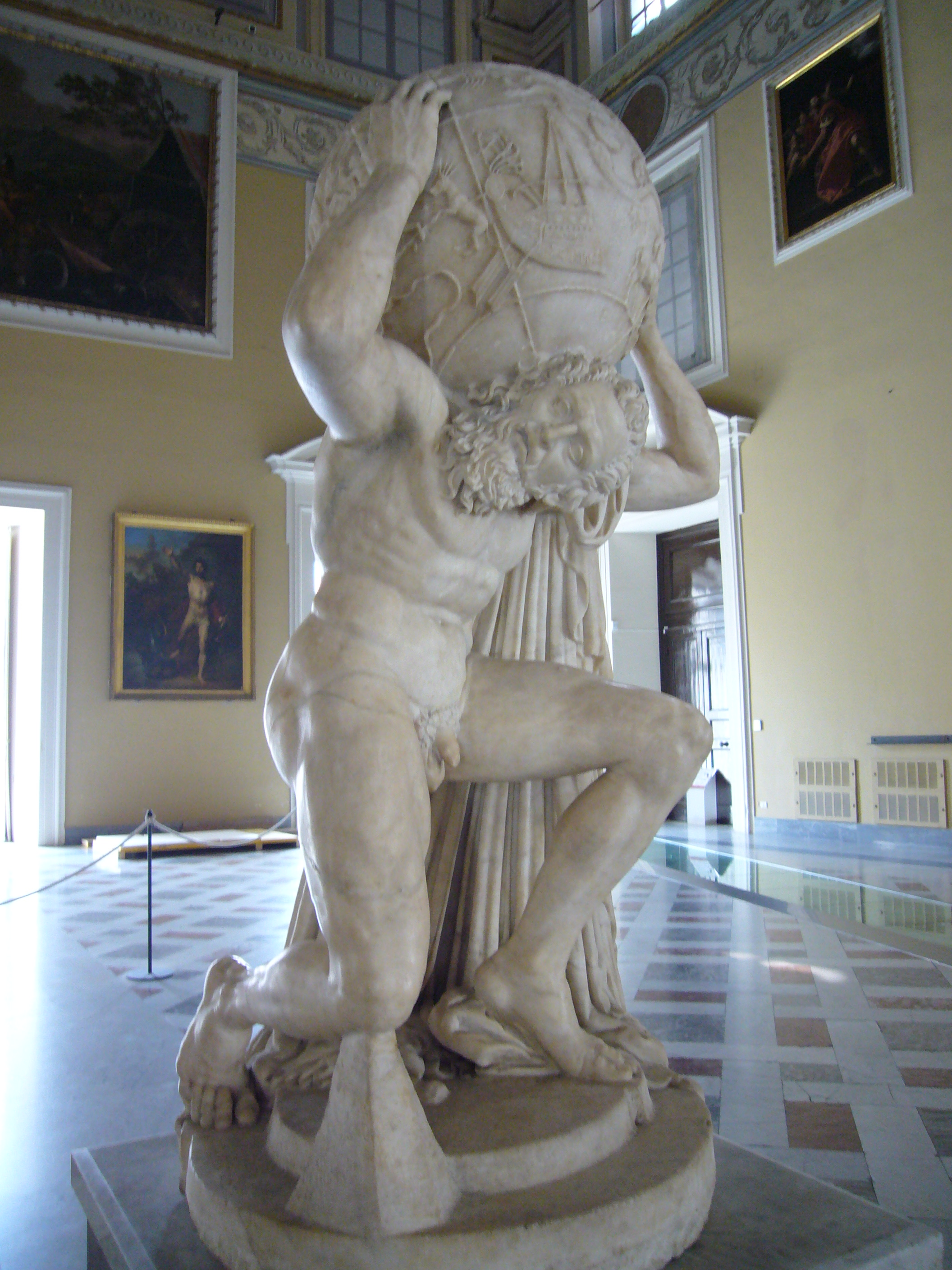
Статуя Атланта, що тримає небозвід, доби італійського відродження
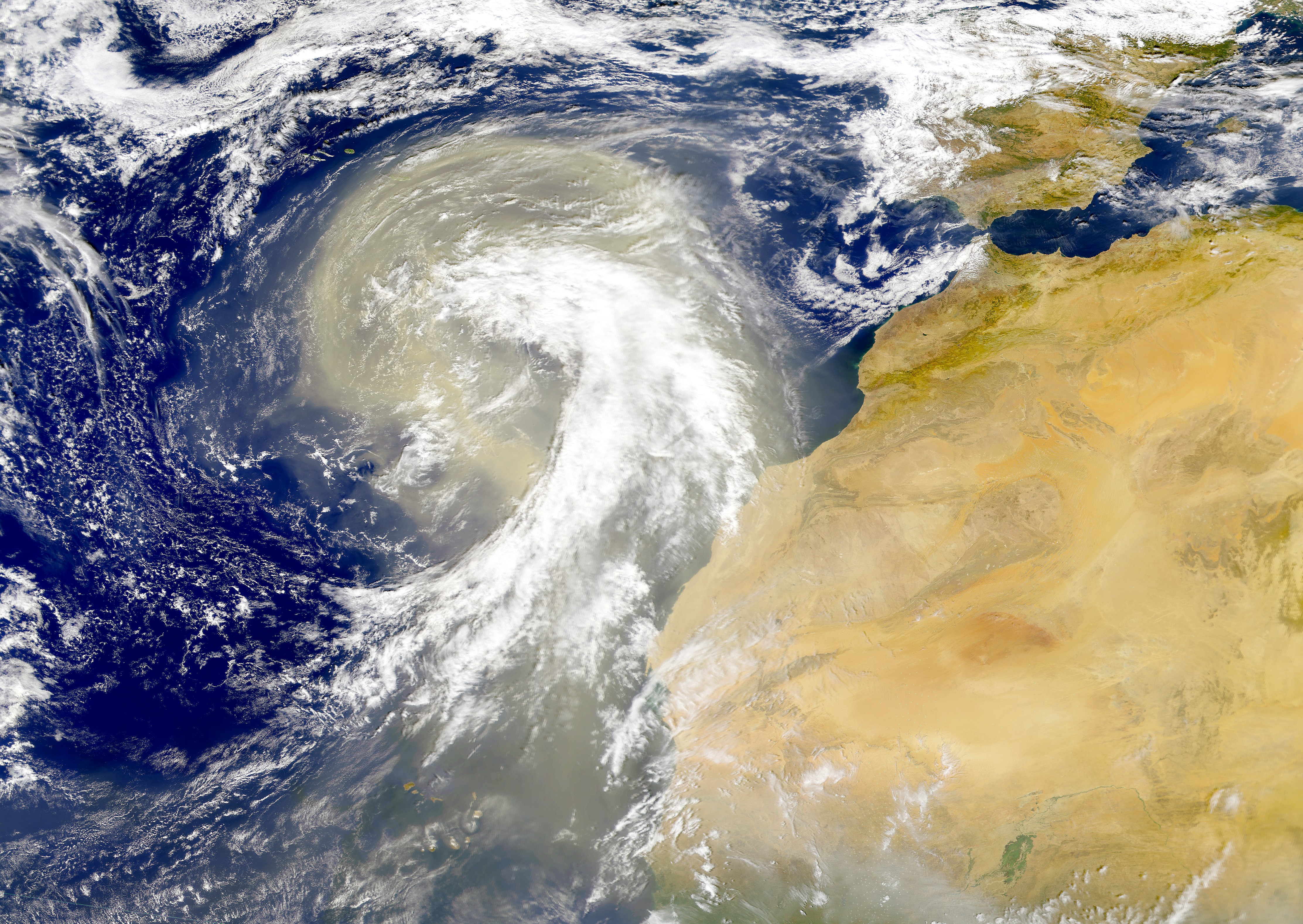
Хмара сахарського пилу на північ від Канарських островів
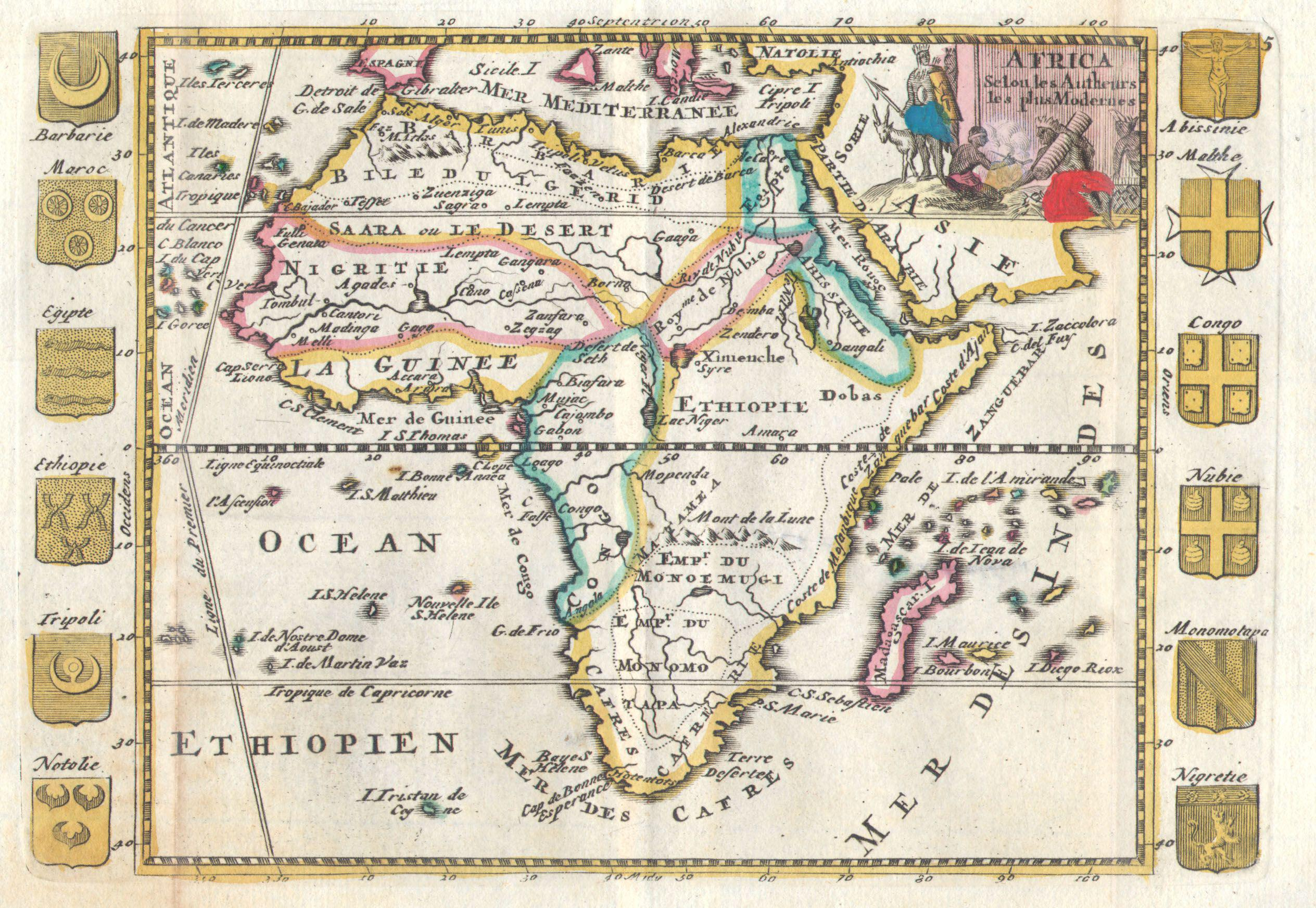
«Ефіопський океан» на французькій карті Африки, 1710 рік

У різний час окремі частини океану називали Західний океан, Північне, Зовнішнє море. На картах європейських мореплавців, складених в XVII столітті, фігурує назва Ефіопське море, оскільки термін «Ефіопія» за традицією застосовувався до всієї Африки на південь від Сахари (а до Ефіопської імперії застосовувався екзонім «Абіссінія»). Топонім Атлантика повернувся лише наприкінці XVIII століття.
Згідно українського правопису 1929 року (так званого харківського) унормовувався топонім Атланті́йський океа́н. За комуністичної окупації під час «нормалізації» української мови з російською узвичаїлось написання Атлантичний.

## Історія дослідження
Історію дослідження Атлантичного океану умовно поділяють на 3 періоди.
- Перший період — до 1749 року (плавання фінікійців, карфагенян, Христофора Колумба, Джона Кабота, Фернана Магеллана та інших), коли зібрані відомості лише про розподіл суходолу і моря[9].
- Другий період, — 1749—1873, — одержані перші дані про температури води на різних глибинах (Джеймс Кук, Іван Крузенштерн, Юрій Лисянський та інші)[9].
- Третій період — період комплексних океанографічних досліджень з кінця XIX століття триває дотепер. Сюди відносять експедиції на кораблях «Челленджер» (1872—1876), «Витязь» (1886—1889), «Метеор» (1925—1927, 1929—1938), «Діскавері II» (1931—1962), дослідження вчених СРСР, проведені під час Міжнародного геофізичного року 1957/1958 на кораблях «Обь», «Севастополь», «Ломоносов», та інші[9].

Задовго до Доби великих географічних відкриттів простори Атлантики борознили численні судна вікінгів, карфагенян, фінікійців, басків. Так плем'я басків оселилося на Піренейському півострові ще до появи на континенті індоєвропейських народів. Годуючись з рибальського промислу, але не маючи доступу до тихих бухт Середземного моря, баски досконально вивчили бурхливу Біскайську затоку. Не можна виключити, що за кілька століть до Колумба вони досягли «Землі в'яленої риби» (острів Ньюфаундленд) по той бік Атлантики, адже тамтешні води й донині відомі великими рибними запасами. У X—XI століттях нову сторінку у вивчення північної частини Атлантичного океану вписали нормани. На думку більшості дослідників доколумбових відкриттів, скандинавські вікінги першими не раз перепливали океан і досягали берегів американського континенту (Вінланду), відкрили Гренландію та Лабрадор.
Через кілька століть експедиції Христофора Колумба нанесли на карту багато островів Карибського басейну і величезний материк, пізніше названий Америкою. Англійці не забарилися спорядити до північно-східних берегів Нового світу декілька дослідницьких експедицій, які зібрали цінні відомості, а 1529 року іспанські картографи склали карту північної частини Атлантики, що омиває західні береги Європи і Африки, і позначили на ній небезпечні мілини й рифи. Наприкінці XV століття суперництво між Іспанією і Португалією за панування в Атлантиці загострилося настільки, що в конфлікт був змушений втрутитися Ватикан. 1494 року був підписаний Тордесільяський договір, яким уздовж 48—49 ° західної довготи встановлювався «Папський меридіан». Усі землі на захід від нього були віддані Іспанії, а на схід — Португалії. У XVI столітті в міру освоєння колоніальних багатств Атлантику почали регулярно борознити кораблі, що перевозили до Європи золото, срібло, дорогоцінні камені, перець, какао та цукор. До Америки тим же шляхом доставляли зброю, тканини, спиртне, продукти і рабів для робіт на плантаціях бавовни та цукрової тростини. Відтак, впродовж XVI—XVII століть у цих краях ширився піратський промисел і каперство, а багато відомих піратів, таких як Джон Гокінс, Френсіс Дрейк і Генрі Морган, вписали свої імена до історії.
Перші спроби вивчення морського дна були зроблені 1779 року поблизу берегів Ютландського півострова, а початок серйозним науковим дослідженням поклала в 1803—1806 роках перша російська навколосвітня експедиція під керівництвом морського офіцера балтійського німця Івана Крузенштерна та українця Юрія Лисянського. Учасники подальших походів провели заміри температури та питомої ваги води на різних глибинах, взяли проби прозорості води і встановили наявність підводних течій. Під час експедиції уперше було застосовано батометр. Тоді ж англійці зробили цілий ряд успішних наукових експедицій. Впродовж 1817—1818 років Джон Росс здійснив плавання на судні «Ізабелла», 1839—1843 — його племінник Джеймс тричі плавав в Антарктику на суднах «Еребус» і «Терор». Переломною подією в історії підводних досліджень стала поява 1845 року нового донного зонда, сконструйованого Джоном Бруком. Протягом 1868—1876 років Королівське географічне товариство Великої Британії організувало ряд океанографічних експедицій під керівництвом професора Единбурзького університету лорда Чарльза Томсона на судні «Челленджер». У другій половині XIX і початку XX століть були проведені систематичні дослідження в Мексиканській затоці і Карибському морі. Не менш цінні наукові результати принесла експедиція Еріха фон Дригальського на судні «Гаус» (1901—1903), учасники якої провели ретельні вимірювання в північно-східній та південно-східній частині Атлантики.

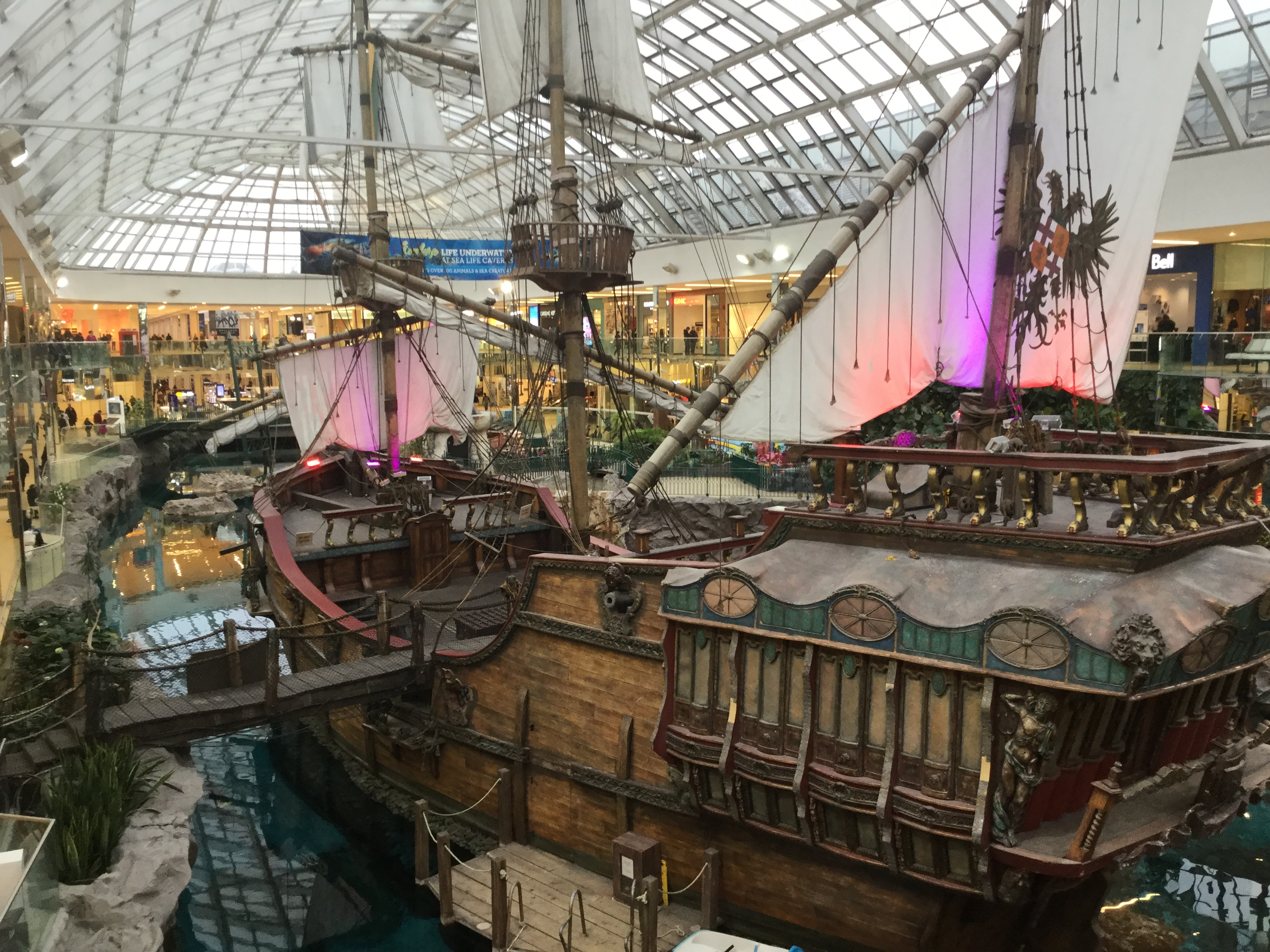
Сучасна репліка колумбової карраки «Санта-Марія»
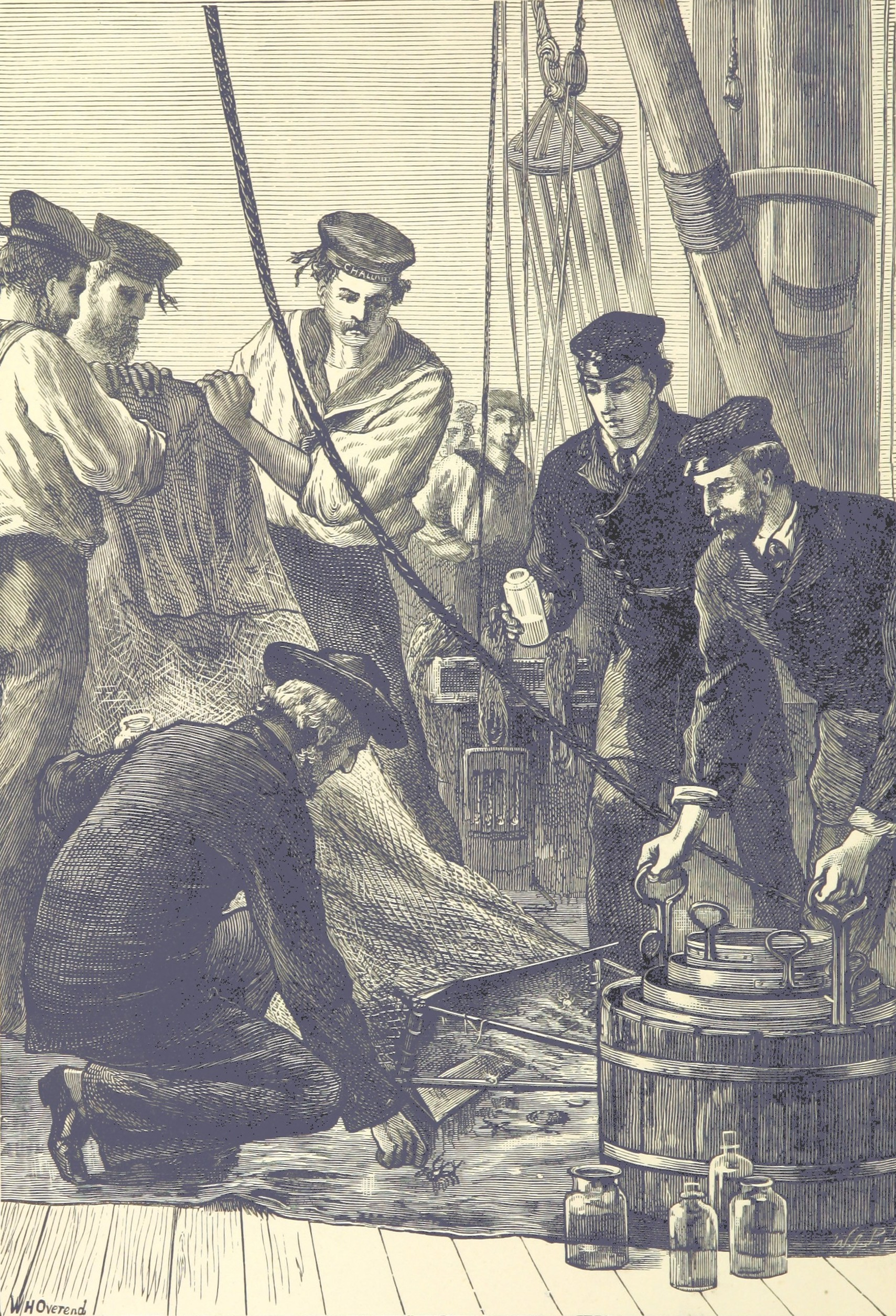
Дослідження вмісту трала на судні «Челленджер»
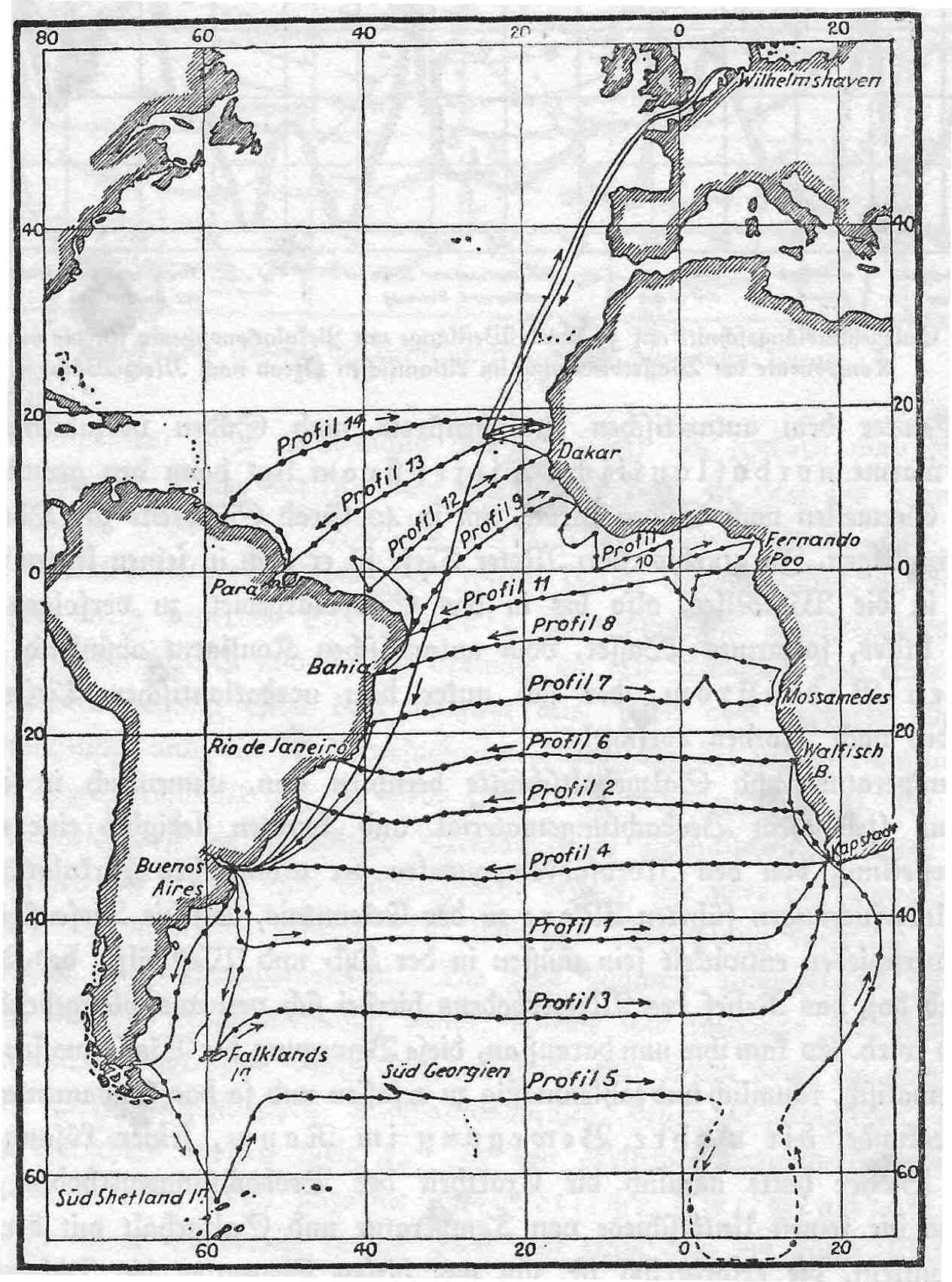
Маршрут досліджень судна «Метеор»
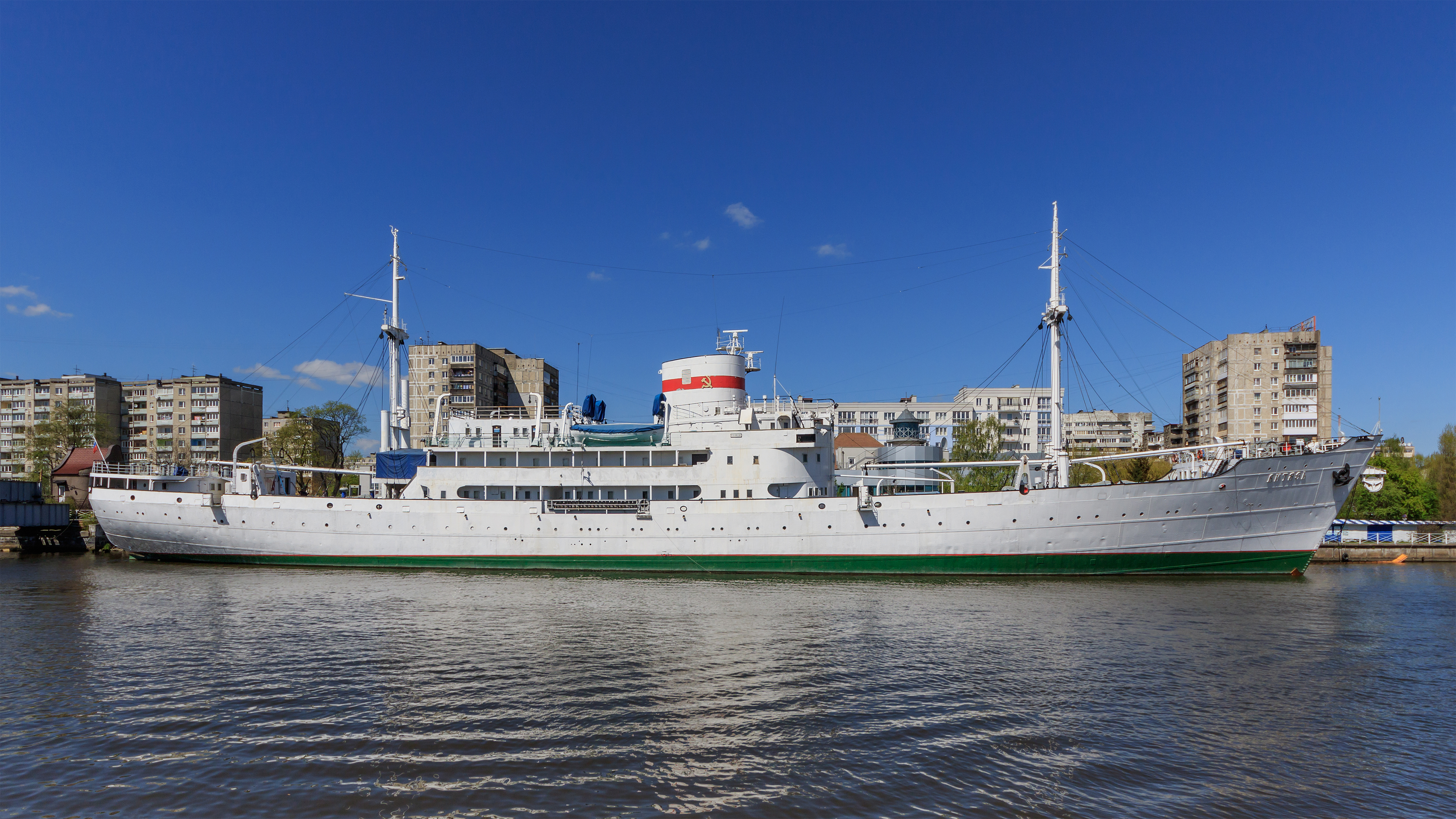
Судно «Витязь» як музейний експонат в Калініграді
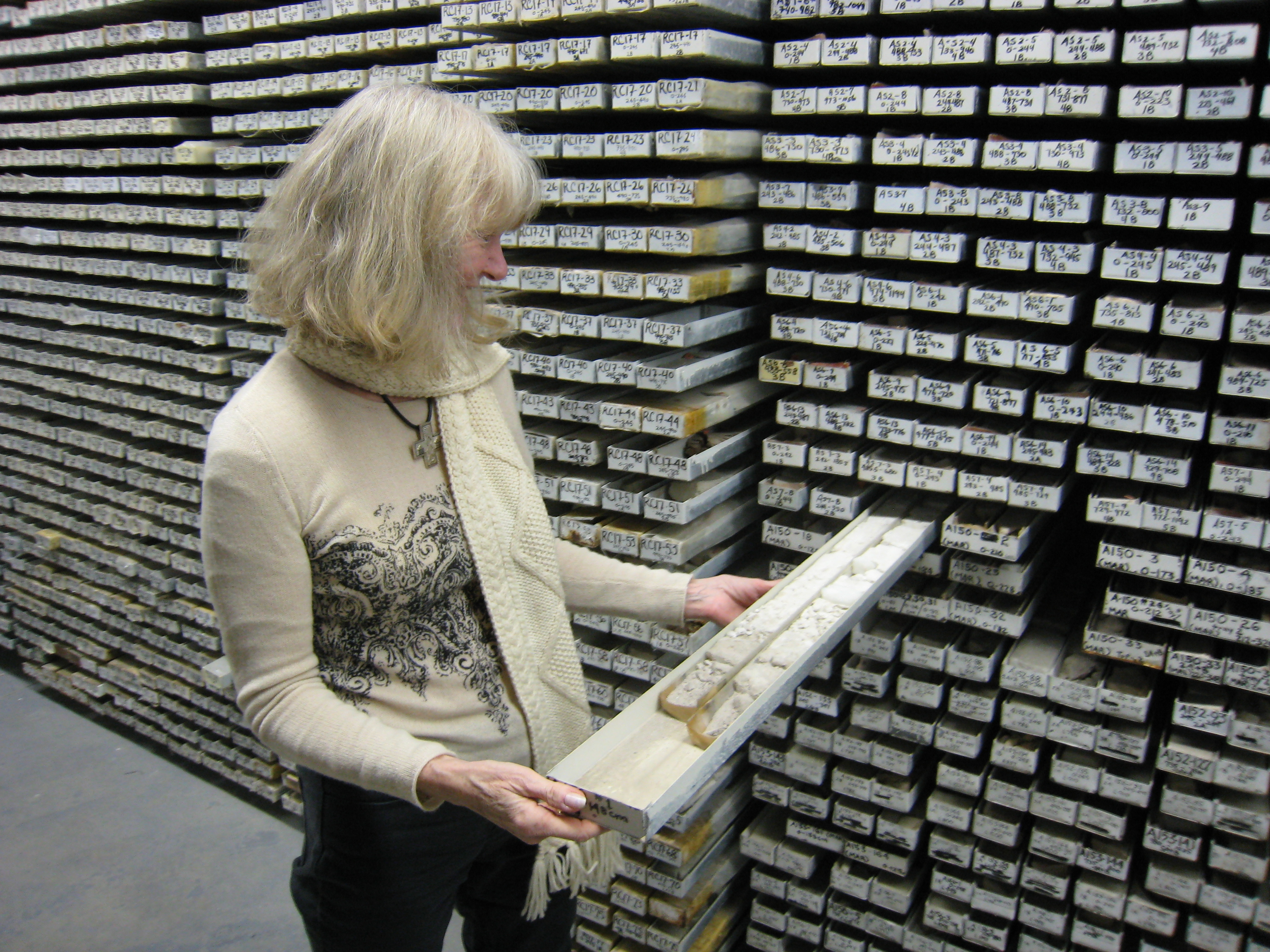
Депозитарій проб морського ґрунту в Ламонт-Догерті, США

1899 року на Міжнародній океанографічній конференції у Стокгольмі було ухвалено розпочати створювати батиметричну карту океану в масштабі 1:10 000 000 (перші карти такого типу з'явилися ще в середині XIX століття). У першій половині XX століття Німеччиною («Метеор» 1925—1927 років), Британією, США і Росією («Витязь» 1949—1979 років) було здійснено ряд наукових експедицій, за підсумками яких учені отримали детальне уявлення про Серединно-Атлантичний хребет. 1968 року американське судно «Гломар Челленджер» провело дослідження підводних тріщін у земній корі. Впродовж 1971—1980 років була успішно реалізована програма Міжнародної декади океанографічних досліджень. Багаторічні океанографічні дослідження проводяться на американській геофізичній обсерваторії Колумбійського університету в Ламонт-Догерті та Гідрографічним бюро ВМС США.

## Геологія
Атлантичний океан — наймолодший океан Землі. На його дні відсутні гірські породи палеозойської ери. Вік гірських порід на дні океану збільшується від осі серединно-атлантичного хребта до берегів, від свіжевилитих базальтових лав до порід віком 150 млн років поблизу берегів Північної Америки і Європи. Ложе океану утворилось внаслідок тектонічніх розколів прадавнього суперконтиненту Пангея. Уздовж серединної лінії дна океану на 17 тис. км протягнулась частина планетарної системи серединно-океанічних хребтів. Вершини хребта сягають висоти до 4000 м, окремі вершини підіймаються вище рівня води і утворюють на нетривалий час (у геологічному розумінні) вулканічні острови. У центральній частині хребта — рифтова долина, межа між літосферними плитами (Північно- і Південноамериканською із заходу, Євразійською і Африканською зі сходу, Антарктичною з півдня). Тут відбувається спрединг (розсування) літосферних плит, що супроводжується активною вулканічною діяльністю (підводне виверження базальтових лав нарощує краї плит, що поступово рівномірно розсуваються одна від одної, приблизно зі швидкістю росту людських нігтів — 2 см на рік) землетрусами, гідротермальними проявами (чорні та білі курці). Хребти також порізані повздовжними до центральної рифтової долини розломами земної кори (Атлантіс, Романш).

Розкол Пангеї, внаслідок якого сформувався Атлантичний океан
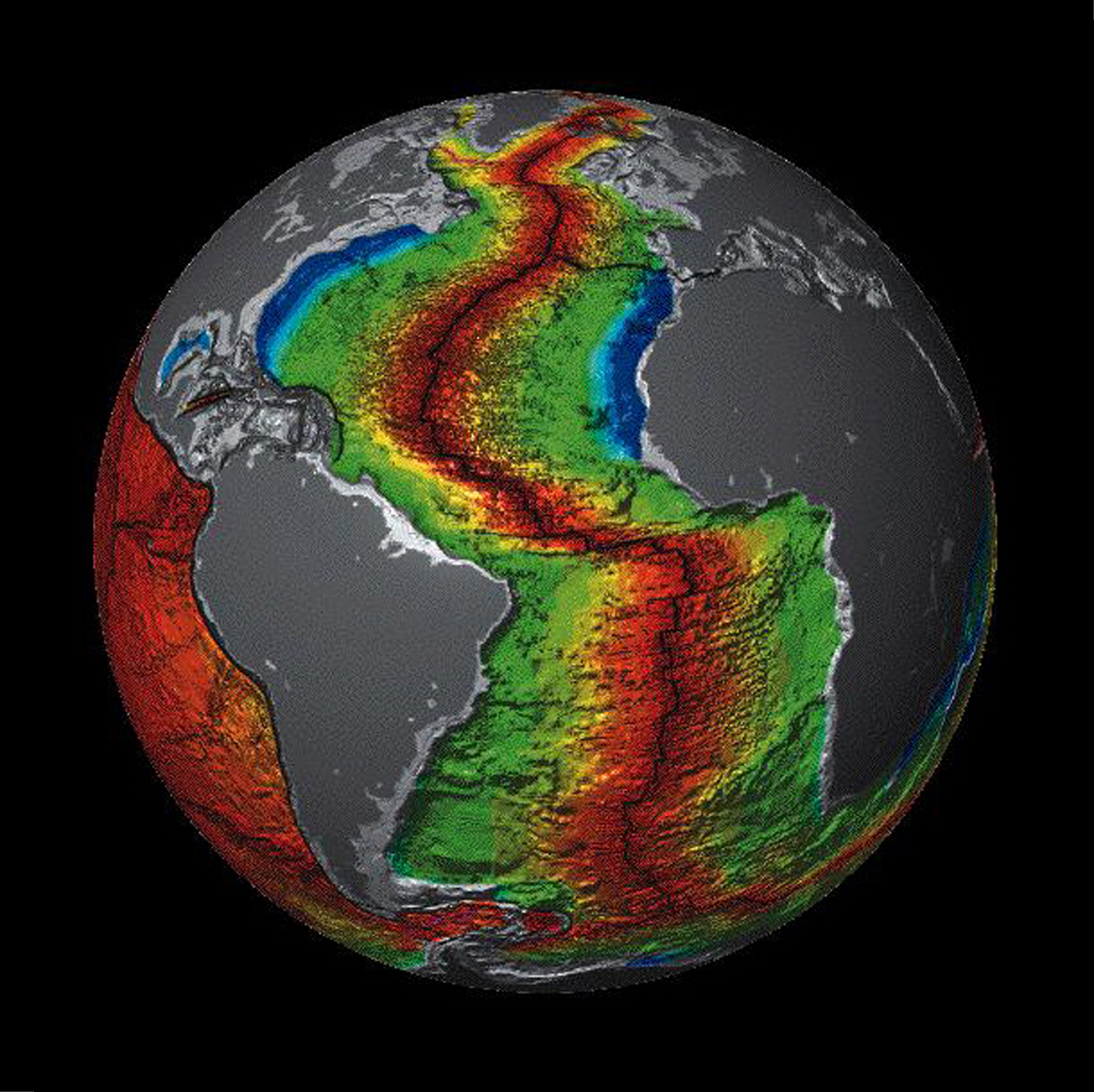
Геологічний вік дна океану
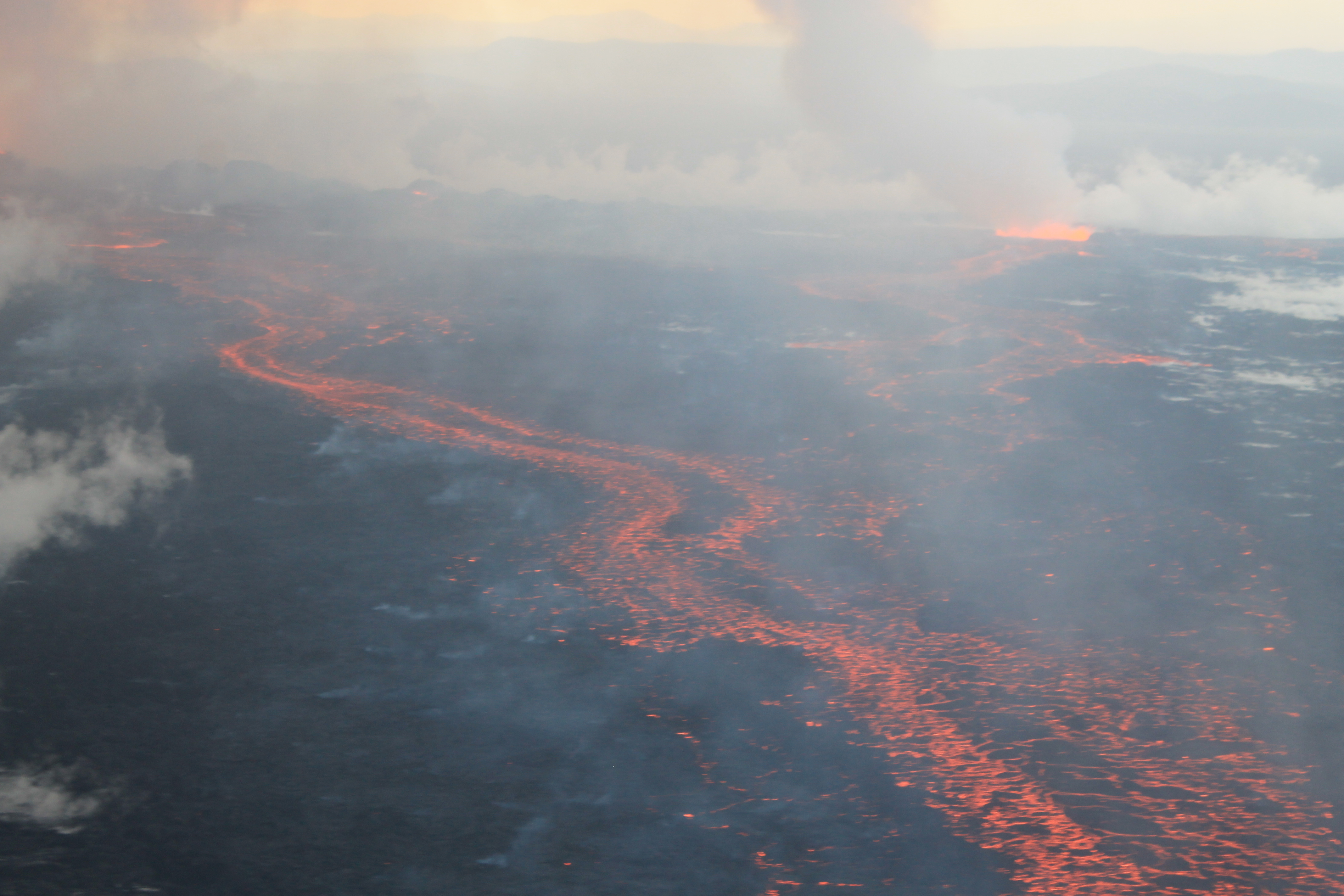
Вулканізм на Ісландії, вулкан Бардарбунґа
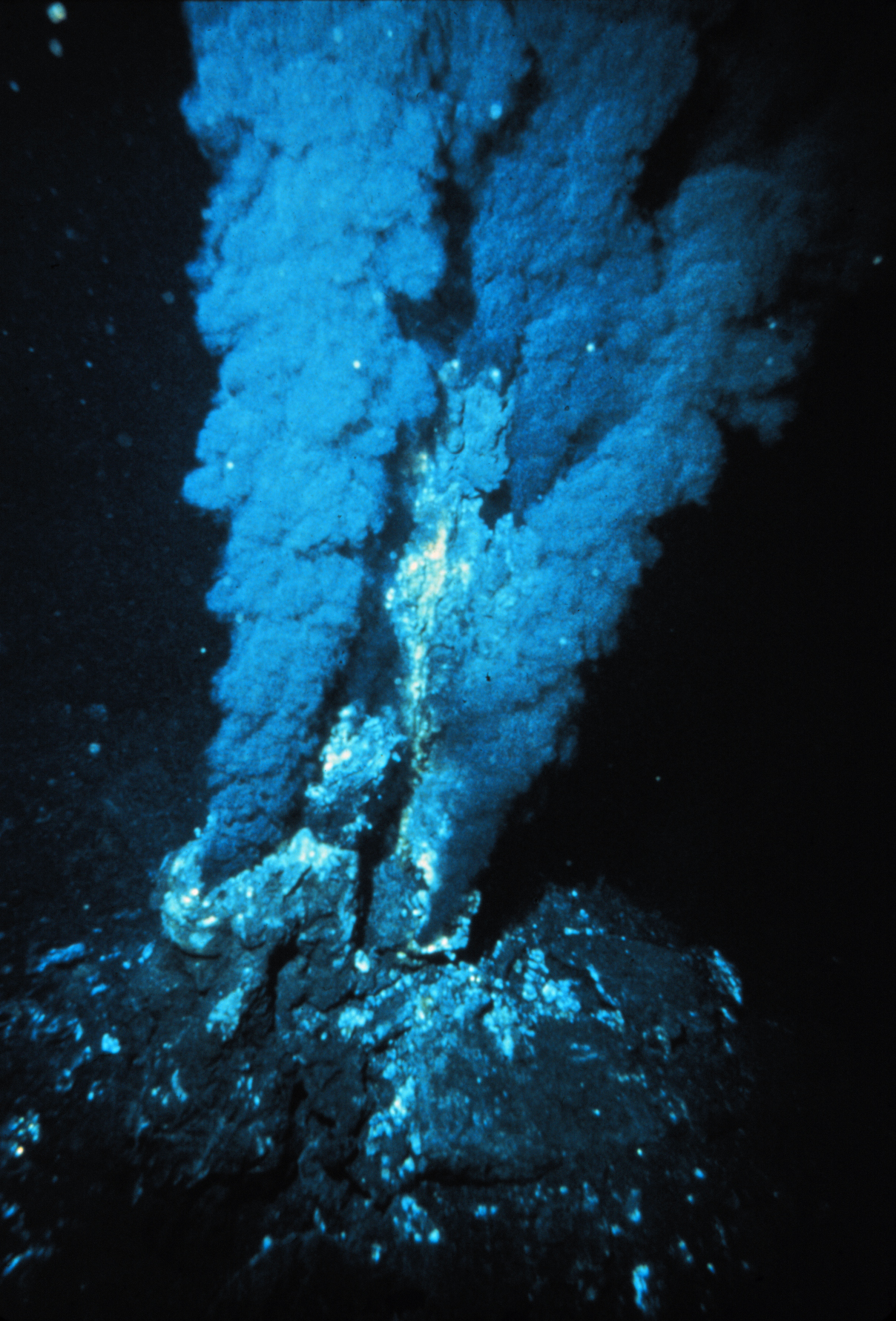
Чорний курець

### Рельєф дна
Рельєф дна Атлантичного океану складний. Рельєф дна Атлантичного океану, як і Тихого, є продовженням рельєфу материків. Наприклад, на шельфі Ґренландії поширені давні форми рельєфу, створені льодовиком. Численні затоплені річкові долини простежуються також на дні океану. Особливе місце посідає серединно-океанічний хребет, який перетинає океан з півночі на південь і складається з чотирьох окремих частин: Рейк'янеса, Північно- і Південноатлантичного, Африкансько-Антарктичного. В плані воно має S-подібну форму. Пересічна глибина над хребтами від 900 до 2700 м. Майже через увесь серединно-океанічний хребет простягається величезна поздовжня розколина земної кори — рифт. Його глибина досягає майже 2 км, ширина — до 30 км. Він розчленований численними поперечними розколинами, найглибша з яких — близько 8 км. До них тяжіють центри землетрусів та підводних вулканів, які часто височіють над поверхнею океану, як вулканічний острів Ісландія.
Обабіч серединно-океанічної системи хребтів лежать глибокі океанічні улоговини (4000–6000 м). На західній половині (з півночі на південь): Лабрадорська, Ньюфаундлендська, Північоамериканська, Карибська, Бразильська, Аргентинська. На східній: Західноєвропейська, Іберійська, Канарська, Зеленого Мису, Гвінейська, Ангольська, Капська і Агульяс. На півдні, уздовж 60-ї паралелі простягається Африкансько-Антарктична улоговина з завглибшки 5—5,8 тис. м. На відміну від тихоокеанських, атлантичні улоговини мають рівнішу поверхню, тут мало підводних гір. Це пояснюється великою кількістю осадових відкладів, накопиченню яких сприяє незначна кількість глибоководних жолобів у перехідній зоні Атлантики. Глибина улоговин у західній частині океану більша. Посеред рівнинних масивів підводних улоговин зрідка височать підводні гори вулканічного походження. Вершини старих вулканів вирівняні екзогенними силами в пласкі майданчики, утворюються гайоти.

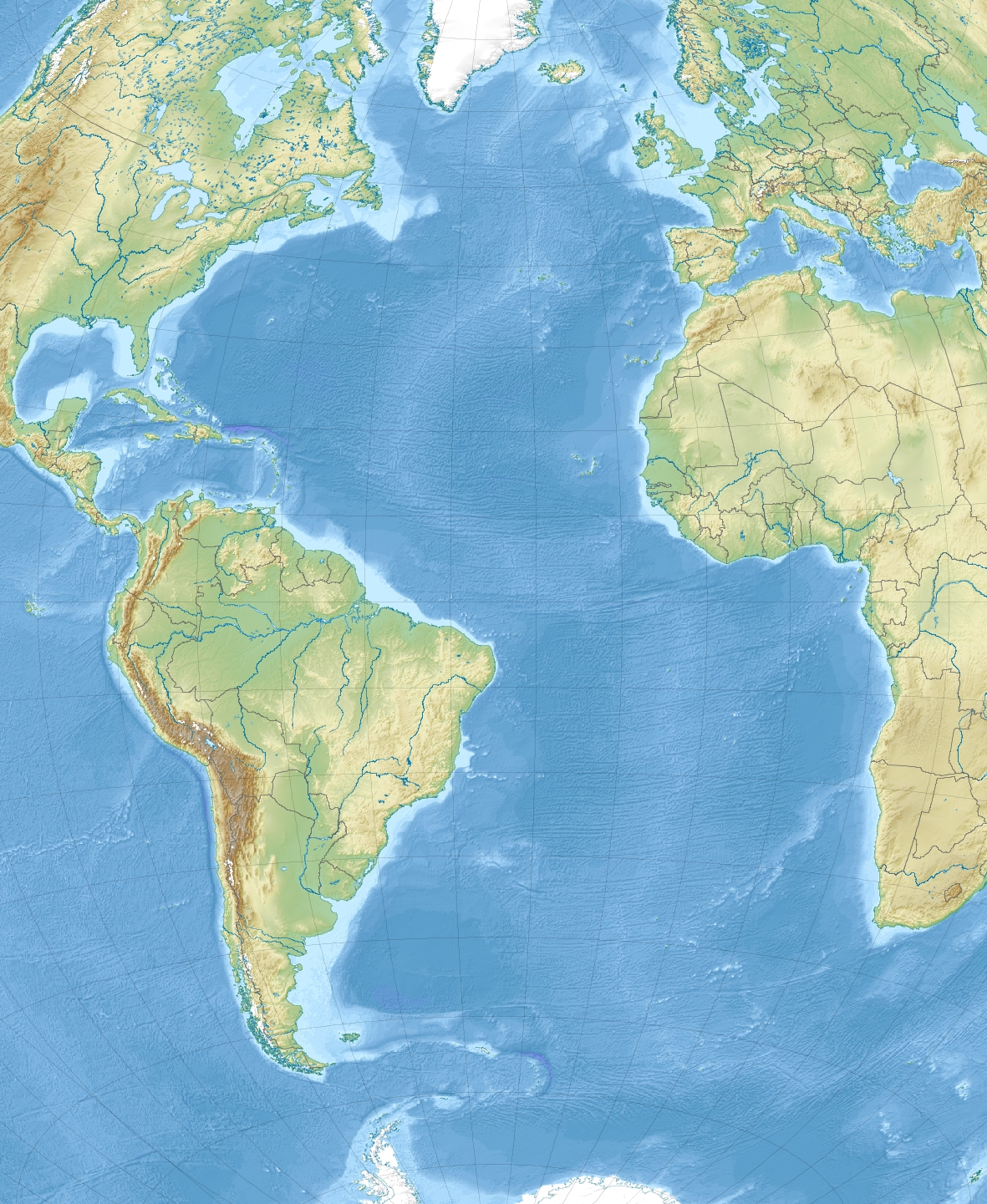
Рельєф дна
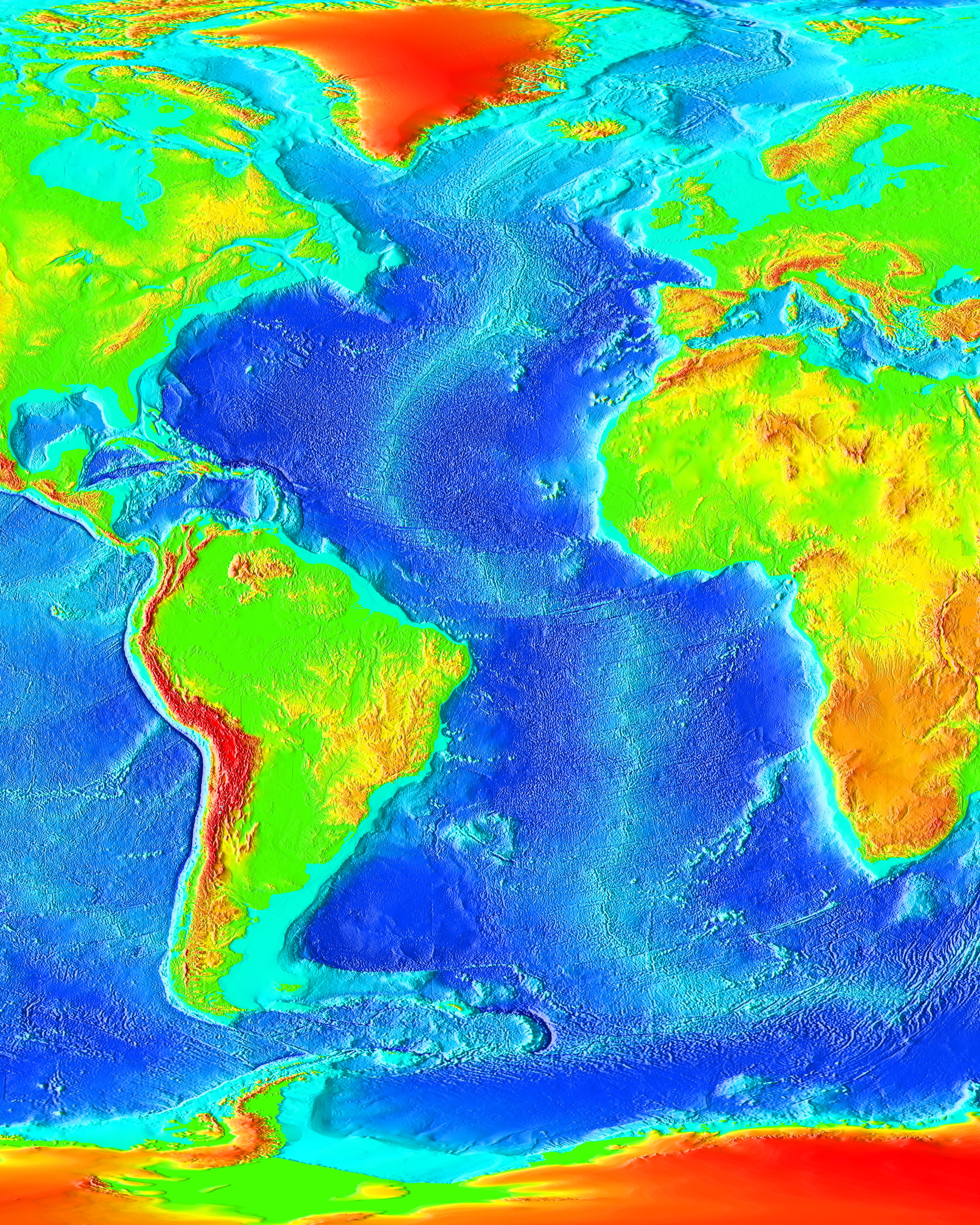
Рельєф дна
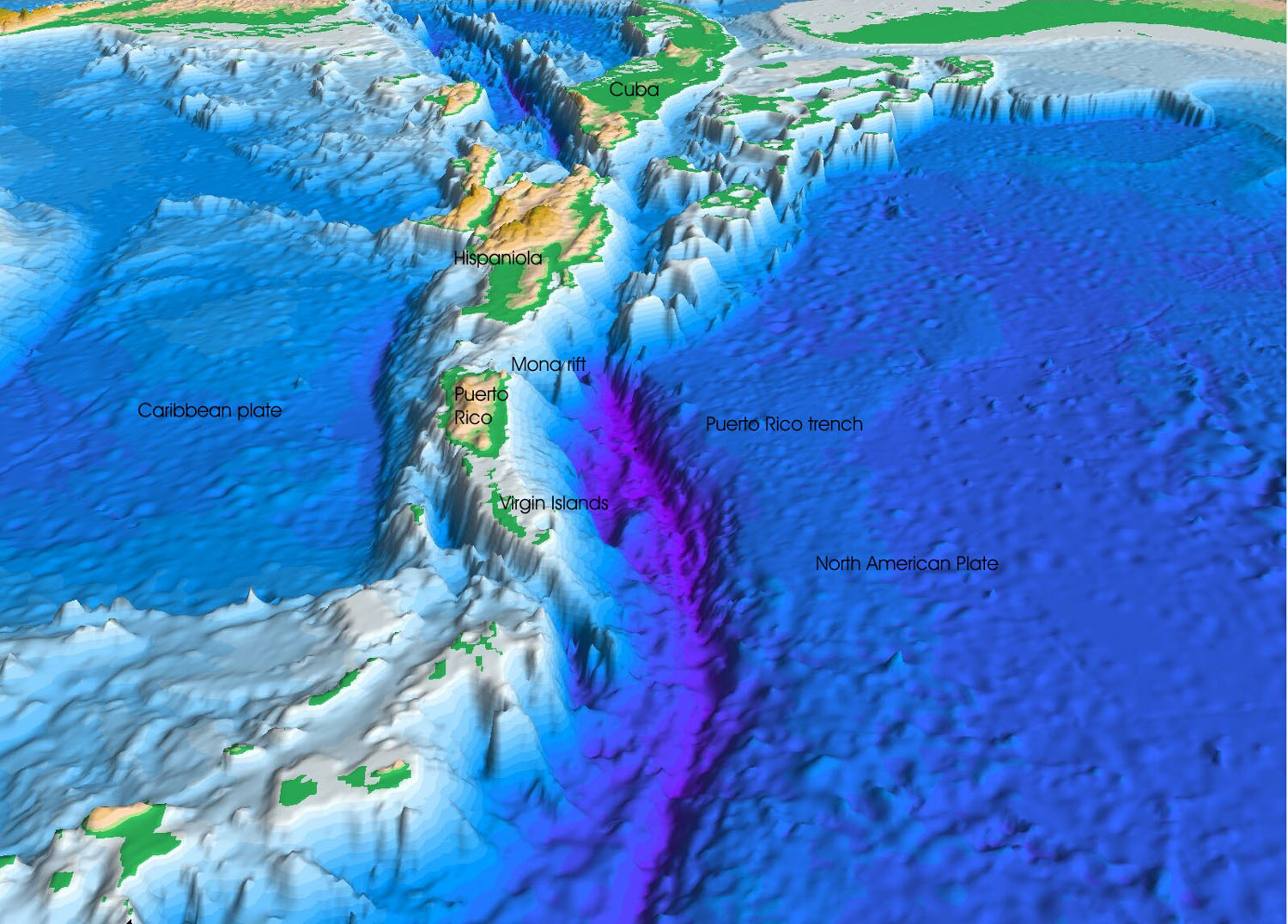
Батиметрія Пуерториканського жолобу

У межах Північноамериканської улоговини лежить найглибша в Атлантичному океані глибоководна западина Пуерто-Рико з відміткою — 8742 м (глибина Мілвокі). На схід від Південних Сандвічевих островів розташована однойменна глибоководна западина з максимальною завглибшки 8262 м.
У порівнянні з іншими океанами, в Атлантиці досить широкий континентальний шельф, особливо біля північних берегів Європи (ширина шельфу в Північному морі сягає 400 км) і Північної Америки, півдня Південної Америки. Загалом на шельф припадає 7 % акваторії океану.

### Донні відклади
Потужність донних відкладів в Атлантичному океані симетрично збільшується від осі серединно-атлантичного хребта до берегів від 0 до 1 км. Близько 67 % поверхні дна Атлантичного океану вкрито біогенними мулами. У глибоководних западинах глинисті мули — так звані «червоні глини».

### Корисні копалини
З корисних копалин одні з найбільш цінних — нафта і природний газ. У солянокупольних структурах Мексиканської затоки добувається сірка. На шельфі розвідані значні запаси заліза, олов'яних руд, вугілля, фосфоритів, розсипища ільменіту, рутилу, циркону, монациту, золота та алмазів. У глибоководних донних відкладах — залізо-марганцеві конкреції.

## Гідрографія
Площа океану — 91,7 млн км², середня глибина — 3926 м, об'єм — 337 541 тис. км³. Атлантичний океан видовжений по широті, тягнеться майже паралельно до берегів у вигляді S-подібної смуги, завширшки в кілька тисяч кілометрів. Протяжність Атлантичного океану з півночі на південь близько 16 тис. км. Максимальна ширина океану вимірюється від берегів Мексиканської затоки та східного узбережжя Чорного моря становить близько 13,5 тис. км. Без урахування внутрішніх морів — 9 тис. км. Мінімальна ширина океану вимірюється від мису Сан-Роке (Бразилія) до західного узбережжя Африки (порт Монровія в Ліберії) — трохи більше 2,8 тис. км.

### Межі

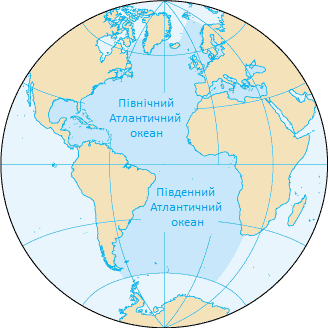
Межі Атлантичного океану, Міжнародна гідрографічна організація, 2002 рік

Східною межею Атлантичного океану є береги Євразії та Африки, західною — Північної та Південної Америки. Також на сході межує з Індійським океаном, на заході — з Тихим, на півночі — з Північним Льодовитим, на півдні---з Південним океаном.
Міжнародна гідрографічна організація встановила такі межі між Атлантичним та іншими океанами:
На півночі Атлантичний океан і його моря змикаються з морями Північного Льодовитого океану:
- між узбережжям Канади і південним краєм Ґренландії атлантичне море Лабрадор межує з Дейвісовою протокою (розмежувальна лінія між морем і протокою проходить від узбережжя півострова Лабрадор 60° пн. ш.);
- від мису Ведель на східному узбережжі Ґренландії (крайня північна точка 68°37'25" пн. ш.) пряма лінія до мису Стреймнес на північному заході Ісландії розмежовує Атлантичний океан і Ґренландське море Північного Льодовитого океану;
- від мису Барднесходн на сході Ісландії проходить ламана лінія межі між Атлантичним океаном і Норвезьким морем — через північний край острова Війой (крайня північ Фарерських островів) і точку на 61-й паралелі північніше острова Анст (Шетландські острови). Далі 61° пн. ш. до самого узбережжя Норвегії межа між Норвезьким морем Північного Льодовитого океану і атлантичним Північним морем (у районі протоки Согнешеан біля південного входу в Согне-фьорд).

На південному заході Атлантичний океан межує з Тихим океаном, до якого відносять Магелланову протоку, від крайньої південної точки Південної Америки (мис Горн) меридіаном 67° 15' зх. д.
На південному сході біля берегів Африки Атлантичний океан межує з Індійським океаном. Межа між океанами проходить меридіаном 20° сх. д. від мису Голкового.
На південь від Атлантики виділяють Південний океан, що оточує Антарктиду. Його умовна межа встановлена по паралелі 60° пд. ш. Фізична ж межа Південного океану з Атлантичним проходить значно північніше — по дузі від Південної Африки до південного краю південноамериканського архіпелагу Вогняна Земля.

### Узбережжя
Берегова лінія материків, що омиваються водами Атлантичного океану, дуже розчленована в Північній півкулі (численні внутрішні — Середземне, Чорне, Балтійське, окраїнні моря — Північне, Лабрадор), у Південній відсутні значні виступи півостровів, береги згладжені.

### Моря і затоки
В акваторії Атлантичного океану умовно виділяють 17 окремих морів, що займають близько 16 % його площі. Найбільше море, що не має берегів — Саргасове (від 3,5 до 6,75 млн км²), Карибське (2,75 млн км²), Середземне (2,51 млн км²), Аргентинське (1 млн км²), Лабрадор (841 тис. км²), Ірмінгера (780 тис. км²), Північне (575 тис. км²), Чорне (436 тис. км²), Балтійське (377 тис. км²), Кельтське (300 тис. км²), Гебридське (47 тис. км²), Ірландське (46 тис. км²), Азовське (39 тис. км²) і найменше Мармурове море (11,35 тис. км²). Окрім того до Атлантичного океану відносять антарктичні моря — Ведделла (2,91 млн км²), Скоша (1,3 млн км²) і Лазарєва (335 тис. км²). Більшість морів сконцентровано у Північні Атлантиці, особливо на сході, у берегів Європи. Як окремішні частини Середземного моря виділяють Лівійське (350 тис. км²), Левантійське (320 тис. км²), Тірренське (275 тис. км²), Егейське (214 тис. км²), Іонічне (169 тис. км²), Балеарське (150 тис. км²), Адріатичне (138 тис. км²), Критське (95 тис. км²), Лігурійське (80 тис. км²) та Альборан (53 тис. км²).
Найбільші затоки океану: Гвінейська (2,35 млн км²), Мексиканська (1,55 млн км²), Святого Лаврентія (226 тис. км²), Біскайська (223 тис. км²) і затока Мен (93 тис. км²).
Частинами більших акваторій є ряд виразних заток значної площі і морів: північна частина Балтійського моря — Ботнічна затока (116,3 тис. км²), частини Середземного моря — затока Сідра (57 тис. км²) і Ліонська (15 тис. км²), південна частина Карибського моря — Венесуельська затока (17,8 тис. км²), південна частина Мексиканської затоки — затока Кампече (16 тис. км²), південно-східна частина Північного моря — Ваттове море (10 тис. км²).

### Острови
Островів в Атлантичному океані порівняно мало, а ті, що є, зосереджені переважно в північній частині океану. Найбільші за площею острови — материкові: Гренландія (водами океану омивається південна частина), Велика Британія, Ірландія, Ньюфаундленд, Великі Антильські острови (Куба, Гаїті, Пуерто-Рико, Ямайка) тощо. До вулканічних островів належать: Ісландія, Азорські, Канарські, Малі Антильські острови, Острів Святої Єлени, Вознесіння, Тристан-да-Кунья тощо. У тропічних широтах присутні коралові острови: Бермуди, Багами тощо.
Найбільші півострови: Лабрадор, Скандинавський, Піренейський, Апеннінський, Балканський, Юкатан, Флорида та інші.

## Клімат
Меридіонально витягнутий Атлантичний океан лежить майже в усіх кліматичних поясах Землі, окрім полярних, отже й кліматичні умови над його поверхнею дуже різноманітні. Приполярні райони розташовані в полярних і субполярних широтах, мають суворий клімат з морозними температурами більшу частину року. Внаслідок охолоджуючого чинника крижаної Антарктиди південні райони холодніші за північні. Великий кліматотворний вплив також здійснює водообмін з Північним Льодовитим океаном, морями Антарктики і внутрішнім Середземним морем. Для поверхневих вод характерний їх поступове охолодження в міру віддалення від екватора до високих широт, хоча наявність потужних течій обумовлює значні відхилення від зональних температурних режимів. Потужними носіями теплової енергії виступають кругові поверхневі течії, що розташувалися по обидві сторони від екватора.
Кліматичні умови над поверхнею океану визначає циркуляція повітряних мас під впливом чотирьох основних атмосферних центрів: Ґренландського і Антарктичного максимумів, Ісландського і Антарктичного мінімумів. Крім того, в субтропіках постійно діють два антициклони: Азорський і Південноатлантичний. Сильний вплив справляють також сезонні зимові антициклони: Канадський, Сибірський, Південноафриканський і Південноамериканський.
Для екваторіальної зони низького тиску (менше за 760 мм ртутного стовпчика), де цілий рік панують екваторіальні повітряні маси, характерні незначні сезонні коливання температури, значно менші за добові, середній показник — 20 °C. Перевалюють слабкі вітри, цілий рік волого, майже щодня по обіді йдуть дощі, часто зливи з грозами. У зоні внутрішньотропічної конвергенції випадає найбільше опадів (понад 2000 мм на рік). Тут, на північ від екватора, біля африканських і південноамериканських берегів в смузі 10-15° пн. ш. зароджуються тропічні циклони, які за сприятливих умов розвитку над перегрітими водами Карибського моря можуть перетворитись на потужні урагани (оркани), що руйнівною стихією проходять Антильськими островами і південно-східним узбережжям США. У цих атмосферних вихорах швидкість вітру досягає декількох сотень кілометрів на годину.
На північ і південь від екватора розташовані субекваторіальні пояси з помітнішими сезонними (від 10 °C взимку до 20 °C влітку) і добовими коливаннями температур, опади тут випадають переважно влітку. Влітку переважають екваторіальні повітряні маси, взимку — тропічні. Влітку вітри дмуть від, а взимку до екватора. У літнє-осінній період проходять руйнівні тропічні циклони.
У тропічних широтах спекотливий і посушливий клімат формують східні пасати. Увесь рік панують тропічні повітряні маси. Сезонний хід температури повітря чітко відстежується, температури повітря сягають +30 °С. Достатнє зволоження, але найбільший дефіцит вологи у порівнянні з іншими кліматичними поясами. У теплий сезон проходять тропічні циклони.
У зоні субтропіків влітку переважають тропічні повітряні маси з ясною тихою антициклонічною погодою, взимку — помірні з похмурою дощовою досить вітряною циклонічною. Значні сезонні амплітуди температури повітря і розподілу атмосферних опадів, можливе випадіння снігу. Найхолоднішого місяця температура знижується до 10 °C, взимку холодні повітряні маси з полярних областей низького тиску приносять рясні опади.
У помірних широтах головним кліматоутворюючим чинником є західні вітри, що викликають багато зимових штормів — «ревучі сорокові широти». Перевалюють помірні повітряні маси цілий рік, західний масоперенос. Відносно тепла зима з нестійкою погодою, штормовими вітрами, можливий сніговий покрив. Відносно прохолодне літо з більш антициклонічною погодою. Значні сезонні амплітуди температури повітря. Середні температури самого теплого місяця тримаються в межах 10-15 °C, а самого холодного −10 °C. Значні добові перепади температур. Для помірного поясу характерні досить рівномірні протягом року опади (близько 1000 мм), що сягають максимуму в осінньо-зимовий період. У місцях стику охолоджених і прогрітих повітряних мас над західними акваторіями (Ньюфаундлендська та Патагонська банки) часті тумани.
У приполярних регіонах ізотерма +10 °C визначає кордони приполярних поясів. У Північній півкулі ця межа проходить в широкій смузі між 50 ° (Лабрадор) і 70 ° пн. ш. (північне узбережжя Норвегії). У Південній півкулі приполярна зона починається у нижчих широтах — приблизно 45—50 °. Температурний мінімум повітря над поверхнею океану (−34 °C) був зареєстрований в морі Ведделла.

## Гідрологічний режим

### Водні маси
| Водна маса                                                                                    | Температура (°C)                  | Солоність (‰)                     |
| Поверхневі води (до глибин 500 м)                                                             | Поверхневі води (до глибин 500 м) | Поверхневі води (до глибин 500 м) |
| --------------------------------------------------------------------------------------------- | --------------------------------- | --------------------------------- |
| Атлантична субарктична поверхнева (англ. Atlantic Subarctic Upper Water; ASUW)                | 0,0..+4,0                         | 34,0–35,0                         |
| Північно-західна центральноатлантична (Western North Atlantic Central Water; WNACW)           | +7,0..+20,0                       | 35,0–36,7                         |
| Північно-східна центральноатлантична (Eastern North Atlantic Central Water; ENACW)            | +8,0..+18,0                       | 35,2–36,7                         |
| Південна центральноатлантична (South Atlantic Central Water; SACW)                            | +5,0..+18,0                       | 34,3–35,8                         |
| Проміжні води (500—1500 м)                                                                    |                                   |                                   |
| Арктична проміжна (Arctic Intermediate Water; AIW)                                            | −1,5..+3,0                        | 34,7–34,9                         |
| Західноатлантична субарктична проміжна (Western Atlantic Subarctic Intermediate Water; WASIW) | +3,0..+9,0                        | 34,0–35,1                         |
| Східноатлантична субарктична проміжна (Eastern Atlantic Subarctic Intermediate Water; EASIW)  | +3,0..+9,0                        | 34,4–35,3                         |
| Середземноморська (Mediterranean Water; MW)                                                   | +2,6..+11,0                       | 35,0–36,2                         |
| Глибинні та придонні води (глибше за 1500 м)                                                  |                                   |                                   |
| Арктична придонна (Arctic Bottom Water; ABW)                                                  | −1,8..−0,5                        | 34,85–34,94                       |
| Північноатлантична глибинна (North Atlantic Deep Water; NADW)                                 | +1,5..–4,0                        | 34,80–35,00                       |
| Антарктична придонна (Antarctic Bottom Water; AABW)                                           | −0,9..–1,7                        | 34,64–34,72                       |

Температури поверхневих вод Атлантичного океану, через вузькість тропічної смуги, де вони можуть прогрітися, значно нижчі за температури поверхневих вод у Тихому та Індійському океанах на аналогічних широтах. Найтепліші води Атлантики в екваторіальних і тропічних широтах — +26 °С, на північ і південь вони поступово знижуються.

### Морські течії
Морські течії в Атлантичному океані утворюють два великих витягнутих у меридіональному напрямку кругообіги. Вони характеризуються надзвичайною активністю переміщення водних мас з одних широт до інших. Морські течії, викликані атмосферною циркуляцією, утворюють складну систему руху поверхневого шару вод Атлантичного океану. Завдяки пасатам виникають Північна та Південна Пасатні течії, що, внаслідок дії сили Коріоліса, несуть свої води у західному напрямку.
У Північні Атлантиці Гвіанська течія приносить прогріті на екваторі водні маси Південної пасатної течії до Карибського басейну, де вони поєднуються з теплими водами зі сходу, що їх несе Північна Пасатна течія. З Карибського моря Карибська течія жене теплі води до напівзамкненої і з меншими глибинами Мексиканської затоки, де вони за тропічних умов продовжують прогріваютись. Ця перегріта вода із затоки через вузьку Флоридську протоку потужним Гольфстримом прямує на північний схід уздовж північноамериканських берегів. Далі до Західної Європи від широти 40° вона вже доходить під назвою Північноатлантичної течії, яка робить клімат на цій території теплішим вологим і м'якішим. Різниця в кліматичних умовах Лабрадору і Німеччини, південних льодовиків Гренландії та Санкт-Петербурга зумовлена дією саме теплої «течії із затоки». Загалом над теплими океанічними течіями формуються тепліші й вологіші повітряні маси, часто виникають хмари, опади, розвиваються циклони. Західний масоперенос в атмосфері поширює їхню дію далеко на схід континенту Євразія. На східному узбережжі Північної Америки навпаки, холодна Лабрадорська течія несе холодні води з Північного Льодовитого океану і значно понижає температуру повітря в прилеглих районах. Тому в Нью-Йорку, що лежить на широті Мадриду і Неаполя, взимку часті морози і снігопади. Уздовж західного узбережжя Європи й Африки з високих широт до низьких несе свої холодні води Канарська течія, що в районі островів Зеленого Мису замикає Північний океанічний кругообіг.
Згідно з новими рецензованими дослідженнями, велика система океанських течій в Атлантиці може зазнати краху вже за кілька років. За переконаннями вчених Копенгагенського університету, прямий моніторинг Атлантичної меридіональної перекидної циркуляції (AMOC) здійснюється лише з 2004 року, що недостатньо, щоб зрозуміти повну траєкторію його поточної тенденції до уповільнення. Однак, присутня рання ознака попередження втрати стійкості в системі, яка проявляється у вигляді збільшення коливань і дисперсії, що може призвести до часткового або повного колапсу AMOC. Проведене командою моделювання припускає, що циркуляція океану AMOC може зупинитися вже у 2025 році і, ймовірно, не пізніше 2095 року.

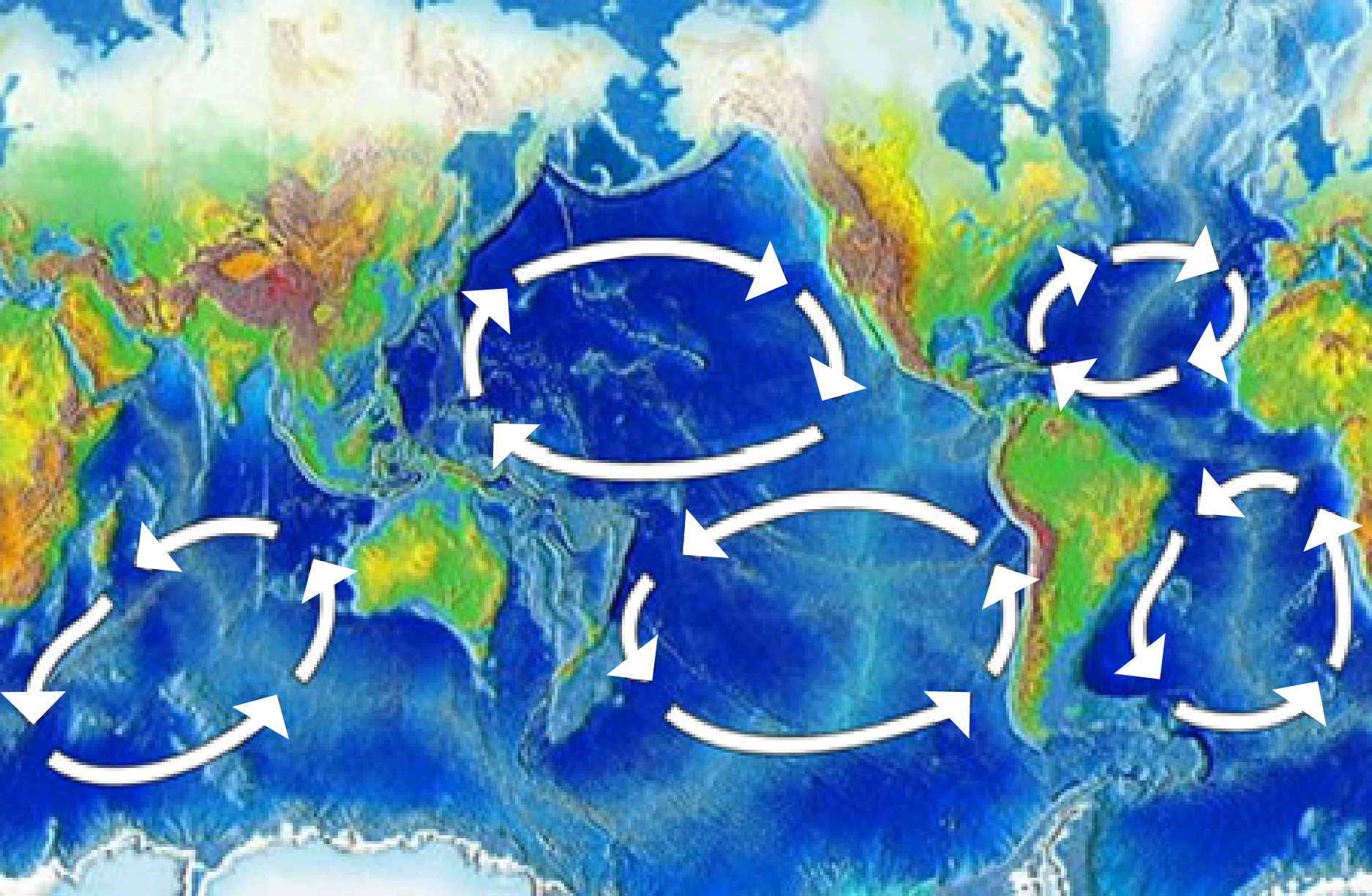
П'ять основних планетарних кругообігів океанічних вод
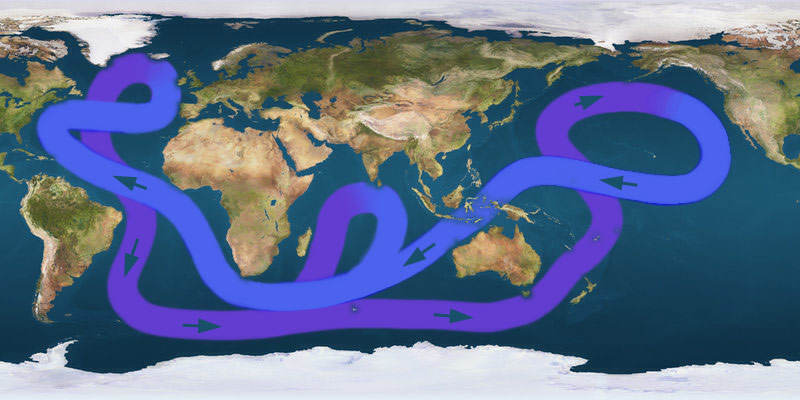
Глобальна термохалінна циркуляція Світового океану
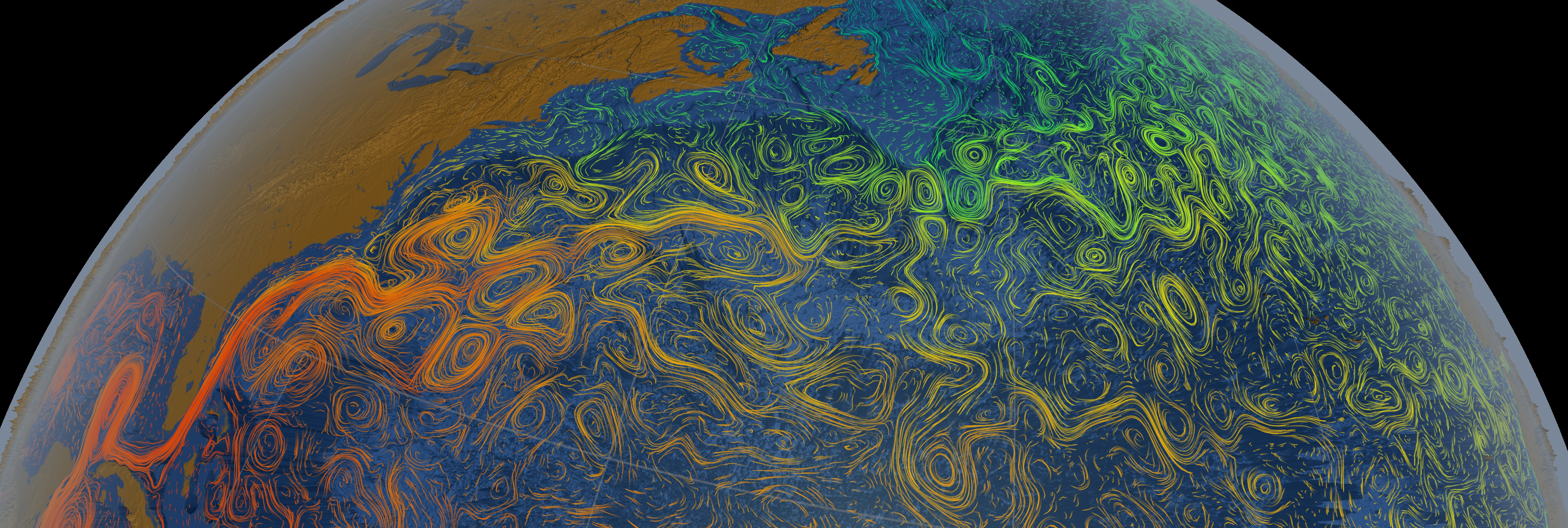
Потоки морської течії Гольфстрим (кольором показано температурний градієнт)
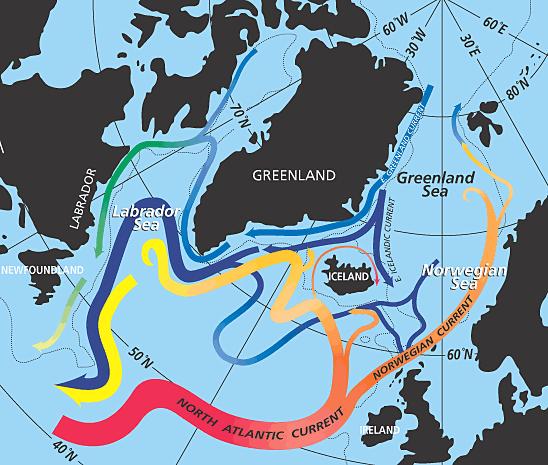
Схема морських течій Північної Атлантики

Південний кругообіг також формується прогрітими водами Південної Пасатної течії з меншою густиною, що біля берегів Бразилії повертають на південь Бразильською течією. Зустрівшись над Аргентинською улоговиною із потужними потоками холодної води з протоки Дрейка (Фолклендська течія), вода поступово охолоджується й захоплюється в довколоантарктичний колообіг холодної течії Західних вітрів. На сході води холодної Бенгельської течії сприяють посушливому клімату західної тропічної околиці Африки, де утворюється пустеля Наміб, і в районі екватора замикають кругообіг, вливаючись в рух на захід Південної Пасатної течії. Завдяки відкритій південній частині океану охолоджуючий вплив Антарктики набагато сильніший, ніж арктичний вплив на Північну Атлантику.

### Припливи і відпливи
Для Атлантики властива найбільша висота добових припливів, у районі затоки Фанді, що на сході Північної Америки, припливна хвиля досягає 18 м. У відкритому океані припливна хвиля не перевищує 1 м.

### Температура
Гідрологічний режим зумовлюється переважно кліматом. Розподіл температур води в цілому аналогічний розподілу температур повітря. З морськими течіями зв'язаний розподіл температур води. В Північній півкулі завдяки Гольфстріму температури води значно вищі, ніж у Південній, де позначається охолоджуючий вплив Антарктиди. Температура поверхневих вод поблизу екватора влітку (у серпні на півночі, в лютому на півдні) — +26 °C, а взимку (лютий на півночі, серпень на півдні) — +27 °C. У приполярних областях (в районі 60°) від 0 °C біля берегів Північної Америки до +7 °C поблизу Норвегії, +1 °C в Антарктиці. Середній показник температури вод Атлантичного океану — +16,5 °C.

### Солоність
Пересічна солоність океанічних вод Атлантичного океану — 35,4 %. Найбільша солоність (37,5 ‰) спостерігається в тропічних широтах на північ та південь від екватора, де значне випаровування з поверхні й мала кількість опадів. Максимум солоності у замкненому басейні Середземного моря — 39 ‰. У прибережних водах Антарктиди і Гренландії солоність знижується до 33 ‰ через опріснення внаслідок танення льодовикового покриву. Найменшу солоність вод (18 ‰) мають райони океану поблизу впадіння великих річок. Наприклад, Амазонка опріснює океан на десятки кілометрів від свого гирла. З глибиною температура води знижується, солоність води зменшується. В придонному шарі температура води від 0 до +2°, а солоність 34,6—34,9 %.
Атлантичний океан має найбільшу площу водозбірного басейну і збирає близько 60 % всіх материкових вод. До нього збирають воду такі великі річки: Амазонка, Токантинс, Сан-Франсиску, Оріноко, Парана, Магдалена і Ріо-Колорадо Південної Америки; Ніл, Конго, Ніґер, Сенегал і Оранжева Африки; Міссісіпі, річка Святого Лаврентія і Ріо-Гранде Північної Америки; Дунай, Рейн, Луара, Ельба, Дніпро, Дон і Дністер Європи.

### Льодовий режим
Морський лід у вигляді берегового припаю відомий тільки в Антарктиді. Більше поширена плавуча крига морського та континентального походження, яка може запливати у середні широти. Особливістю Атлантичного океану є численні айсберги, гороподібні у північній та столоподібні у південній частині. Щовесни холодна Лабрадорська течія виносить від берегів Ґренландії до західного узбережжя Північної Америки сотні великих плаваючих крижаних гір, що є великою загрозою для морських суден на цій жвавій ділянці морського судоходства. Найвідомішою трагедіює, що сталась внаслідок зіткнення з айсбергом, була загибель навесні 1912 року найбільшого на той час пароплава «Титанік». Щоб запобігти подібним аваріям було створено Міжнародний льодовий патруль. У XXI столітті моніторинг айсбергів здійснюється за допомогою космічних супутників, великим айсбергам присвоюють власні номери.

## Біологія
Фауністичний і флористичний склад Атлантичного океану значно бідніший за Індо-Пацифіку, що пояснюється геологічною молодістю океану. Океан розташований майже в усіх природних поясах планети. Найбільше фауністичне різноманіття припадає на екваторіальні і тропічні води, але з обмеженою кількістю особин, у помірних і холодних зонах — навпаки, обмежена кількість видів утворює величезні зграї. Своєрідні природні комплекси утворились в окремих затоках і морях, особливо внутрішніх — Середземному, Чорному, Північному, Балтійському тощо. Найбільшим розвитком життя відзначаються смуги стику холодної і помірної зон, вони є основними рибопромисловими районами: Ньюфаундлендська банка, Доггер-банка, ісландські води, антарктичні райони китобійних промислів Південної півкулі.

### Флора
Поширені різні водорості: червоні, зелені, бурі (серед яких саргасові). Донна рослинність представлена різними водоростями, які поширені у прибережній зоні до глибини 100 м. Фітопланктон у помірних і холодних широтах поширюється до глибини 50 м, у тропіках — до 50—80 м. У товщі води домінує фітопланктон, що складається з динофлагелят і діатомових водоростей. У розпал їх сезонного цвітіння води біля берегів Флориди забарвлюється в яскраво-червоний колір, а в літрі морської води містяться десятки мільйонів одноклітинних рослин. Донна флора представлена бурими (фукуси, ламінарії), зеленими, червоними водоростями і деякими судинними рослинами. У гирлах річок росте зостера морська, а в тропіках переважають зелені (каулерпи, валонія) і бурі (саргасум) водорості. Для південної частини океану характерніші бурі водорості (фукус, лесонія, електус).

### Фауна
Зоопланктон населяє всю товщу води, але найбурхливіше життя спостерігається в її верхніх шарах. Характер фауни змінюється також з широтою. Тваринний світ відрізняється більшим — близько сотні — числом біполярних видів, що мешкають тільки в холодних і помірних поясах і відсутніх в тропіках. У тропічних широтах живуть морські їжаки, коралові поліпи, медузи, краби, різні види акул, летючі риби, риби-папуги і риби-хірурги, баракуда, спиноріг, риба-метелик, риба-ангел, морські черепахи.
Найсприятливіші умови для життя багатьох промислових видів риб (тріска, оселедець, морський окунь чорний, скумбрія, сардини, сардинелла, мойва, тунець, шпроти) склались у північній і північно-західній частинах океану; у південних районах промислове значення мають нототенія та анчоуси. Тут змішуються потоки теплих і холодних течій, води збагачуються висхідними потоками мінеральних речовин і розчиненим киснем холодних вод, що створює сприятливі умови для розвитку фіто- і зоопланктону яким живляться численні зграї риб. Північна Атлантика дає понад половину світового вилову тріскових видів риб. У 1970-х роках внаслідок перелову деяких видів риб обсяги промислу різко скоротилися, але після введення суворих лімітів рибні запаси поволі відновлюються. Саргасове море є унікальним місцем нересту річкових вугрів Європи і Північної Америки. Окрім того поширені лососеві і камбалові.
Морські ссавці представлені китовими (гренландський кит, фінвал, косатка, кашалот, дельфіни), ластоногими (морські лев, леопард, слон і котик, тюлені). Ендеміком Атлантики є африканський ламантин.
На узбережжях численні місця гніздування морських птахів (мартини, кайри, фаетони, альбатроси з пінгвінами численні на півдні).

## Екологія

### Екологічні проблеми
У зв'язку з господарською діяльністю людини, води Північної Атлантики є дуже забрудненими, особливо у прибережній шельфовій зоні. Уздовж шляхів транспортування нафти багатокілометрові нафтові плями. Екологічні катастрофи спричинюють й аварії на нафтовидобувних підприємствах (Deepwater Horizon у Мексиканській затоці 2010 року). Неврегульований вилов риби й промисел морських тварин спричинили значне скорочення їх запасів. Атлантичний океан уже не в змозі самоочищуватись і відновлюватись, тому збереження продуктивності його біоресурсів, як традиційної харчової бази для багатьох прибережних народів є міжнародною справою.

### Охорона природи
Із забрудненням вод розвинені країни намагаються боротися забороною скидання у територіальних водах неочищених вод та сміття з промислових підприємств і суден (лише у Північному морі раніше щорічно викидалось 20 тис. тонн сміття), підвищенням штрафів і ліцензуванням господарської діяльності у виключній економічній зоні.

## Економіка
В економічному і політичному відношенні Атлантичний океан має велике міжнародне значення. Це вузол важливих економічних і стратегічних морських шляхів сполучення. Найважливіші лінії: північноатлантична (між Європою, США і Канадою), далекосхідна (між Європою і Азією та Австралією), середньо-атлантична (між Європою, Карибами і Південною Америкою). Природними ресурсами Атлантичного океану користується переважна більшість країн світу. У Франції, поблизу Сен-Мало було споруджено експериментальну припливну електростанцію на річці Ранс.

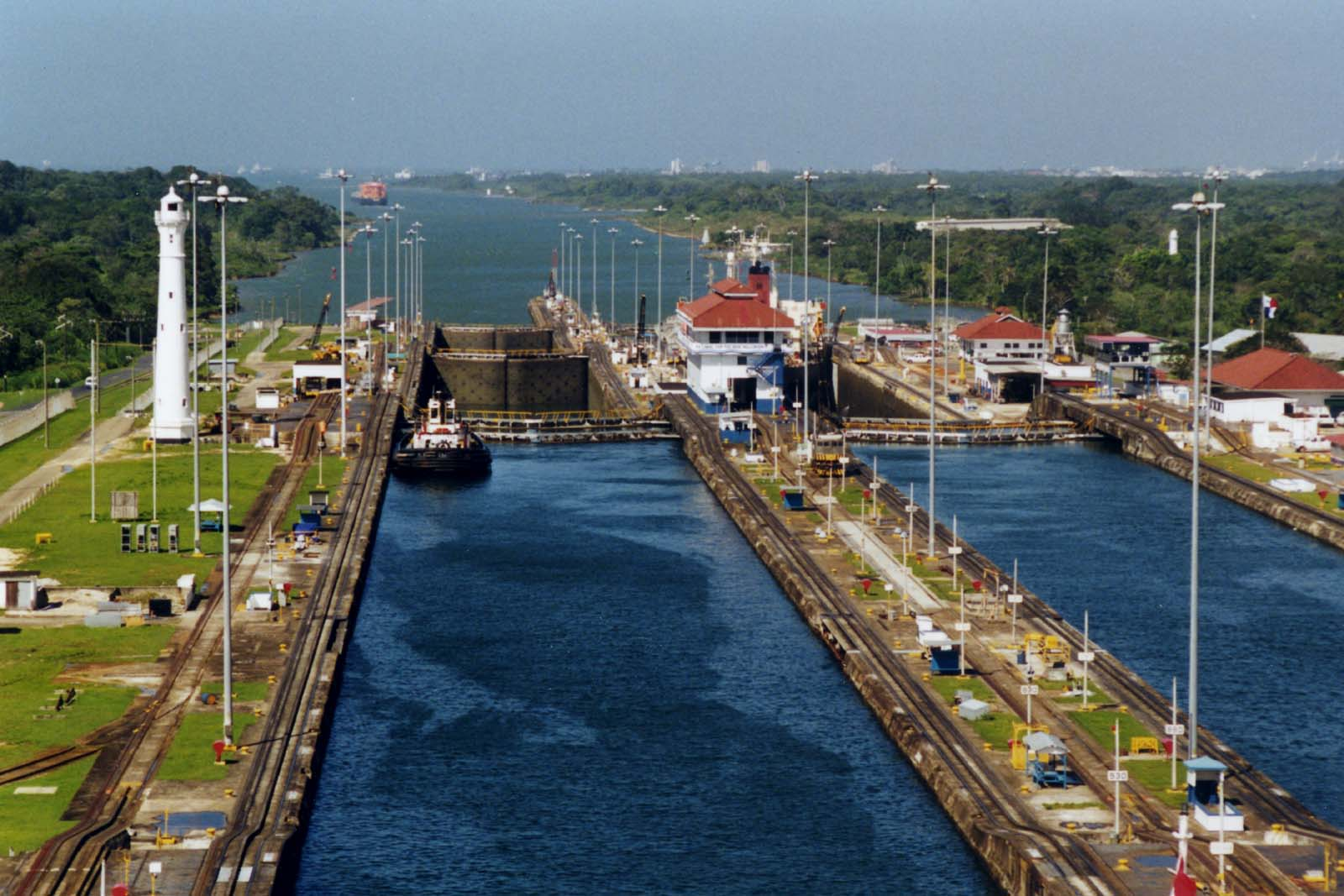
Шлюзи Панамського каналу
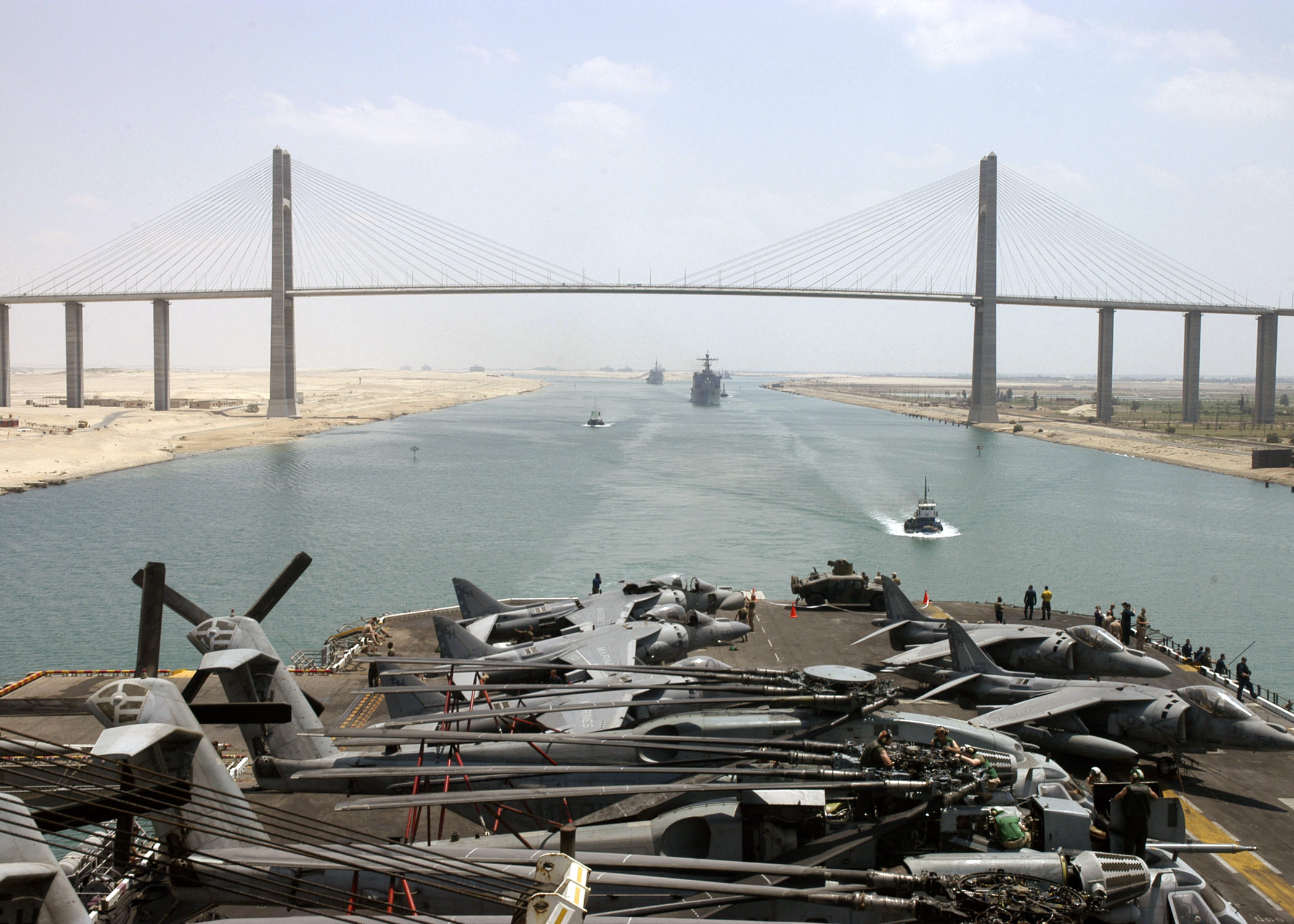
Суецький канал і міст Мубарака
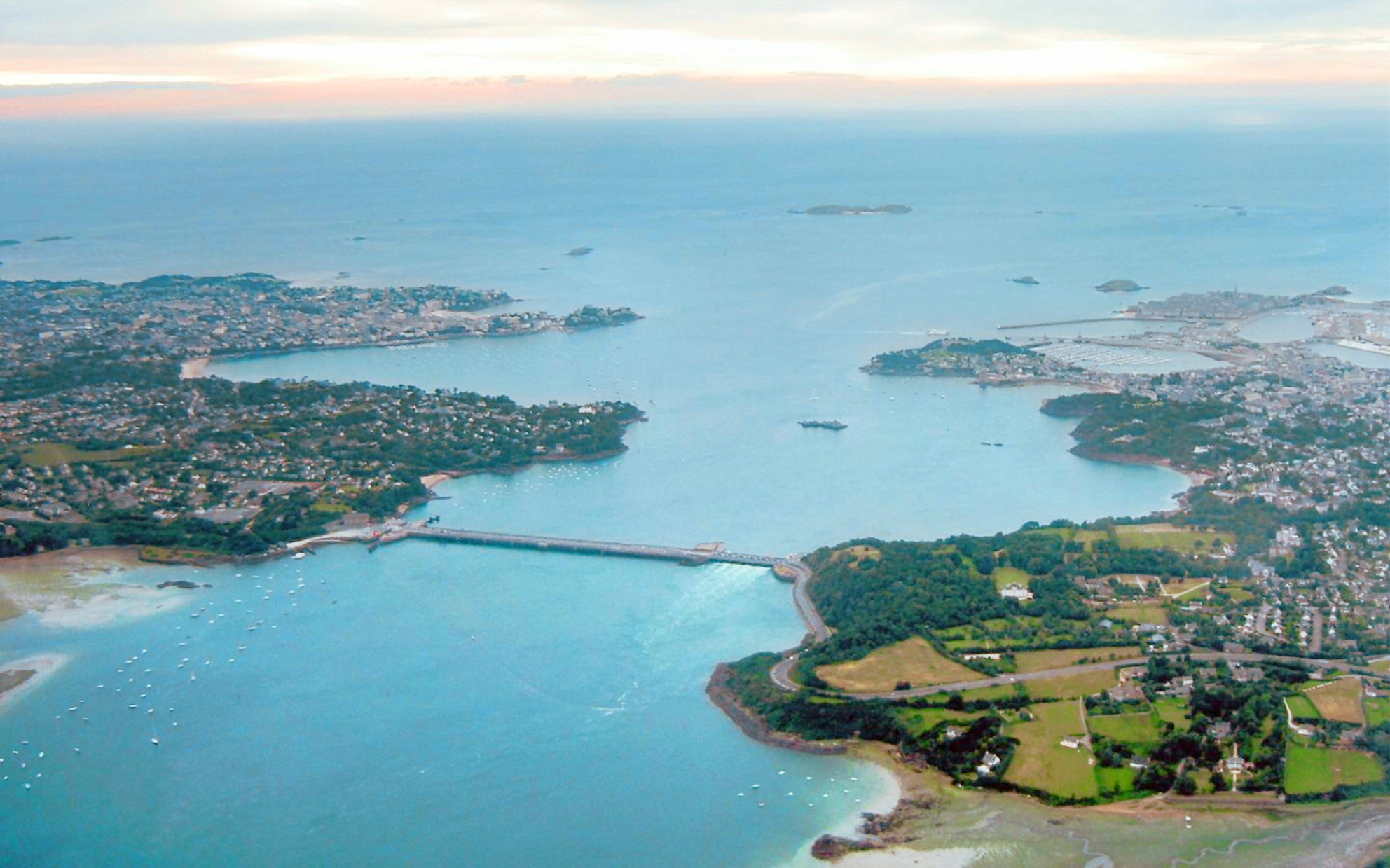
Припливна електростанція на річці Ранс

### Риболовля і морські промисли
Північна Атлантика з давніх-давен стала місцем промислового рибальства, звіробійного промислу (кити, тюлені, моржі), видобутку морепродуктів (крабів, кальмарів, омарів, лангустів, устриць, водоростей), а в наші часи розвивається аквакультура. Головними традиційними районами риболовлі є мілини на континентальному шельфі Європи (Доггер-банка, Кельтський шельф), Північної Америки (Велика Ньюфаундлендська банка, банка Романш, Багамська мілина), Африки (мілина Агульяс) та Південної Америки (Патагонська мілина).

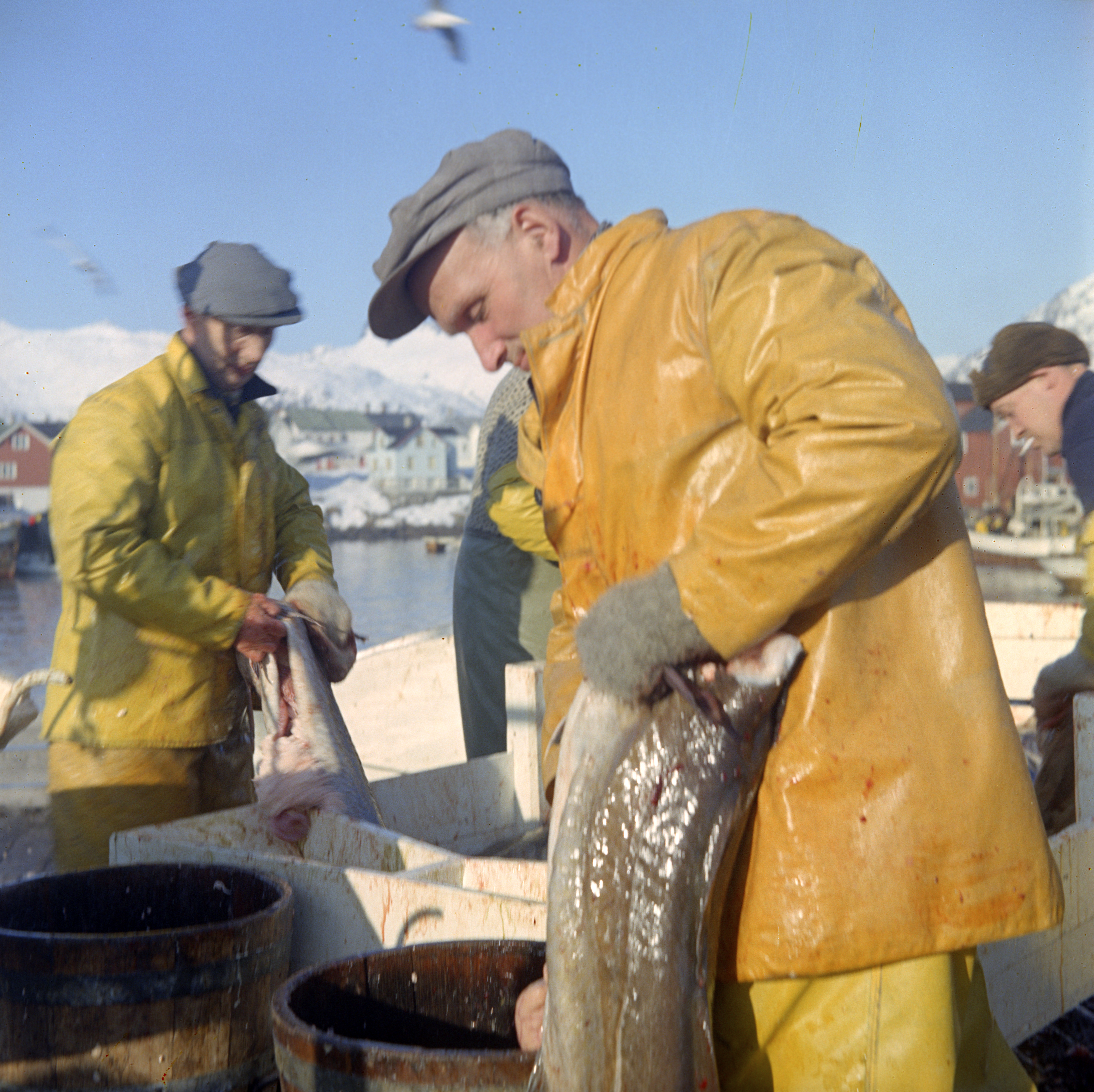
Промисел тріски в Норвегії
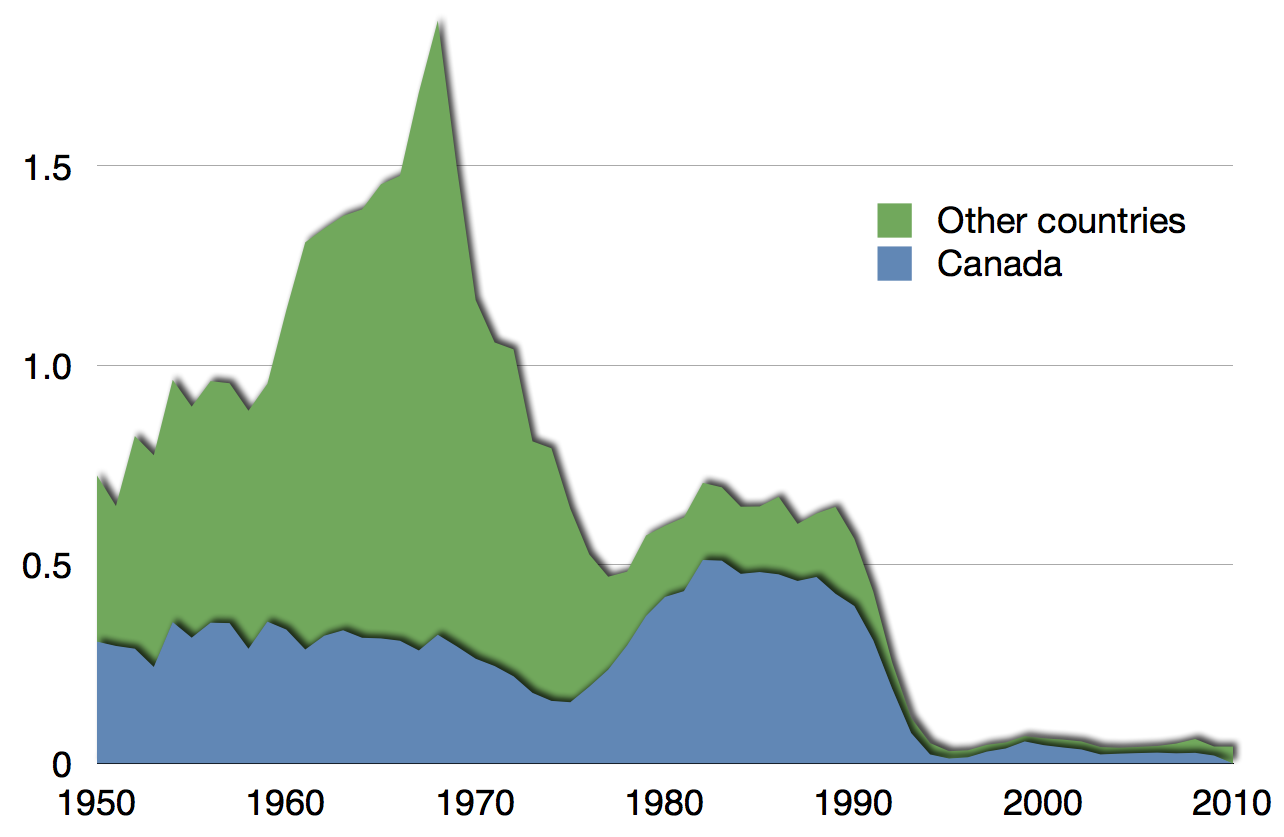
Колапс вилову північноатлантичної тріски
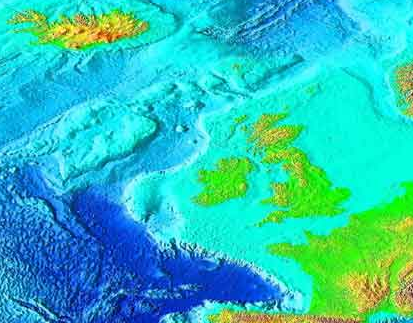
Європейський континентальний шельф
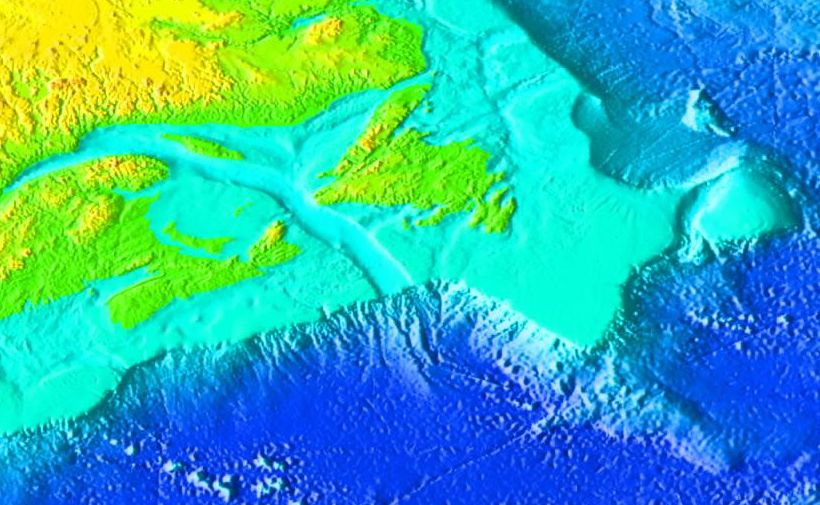
Ньюфаундлендський континентальний шельф
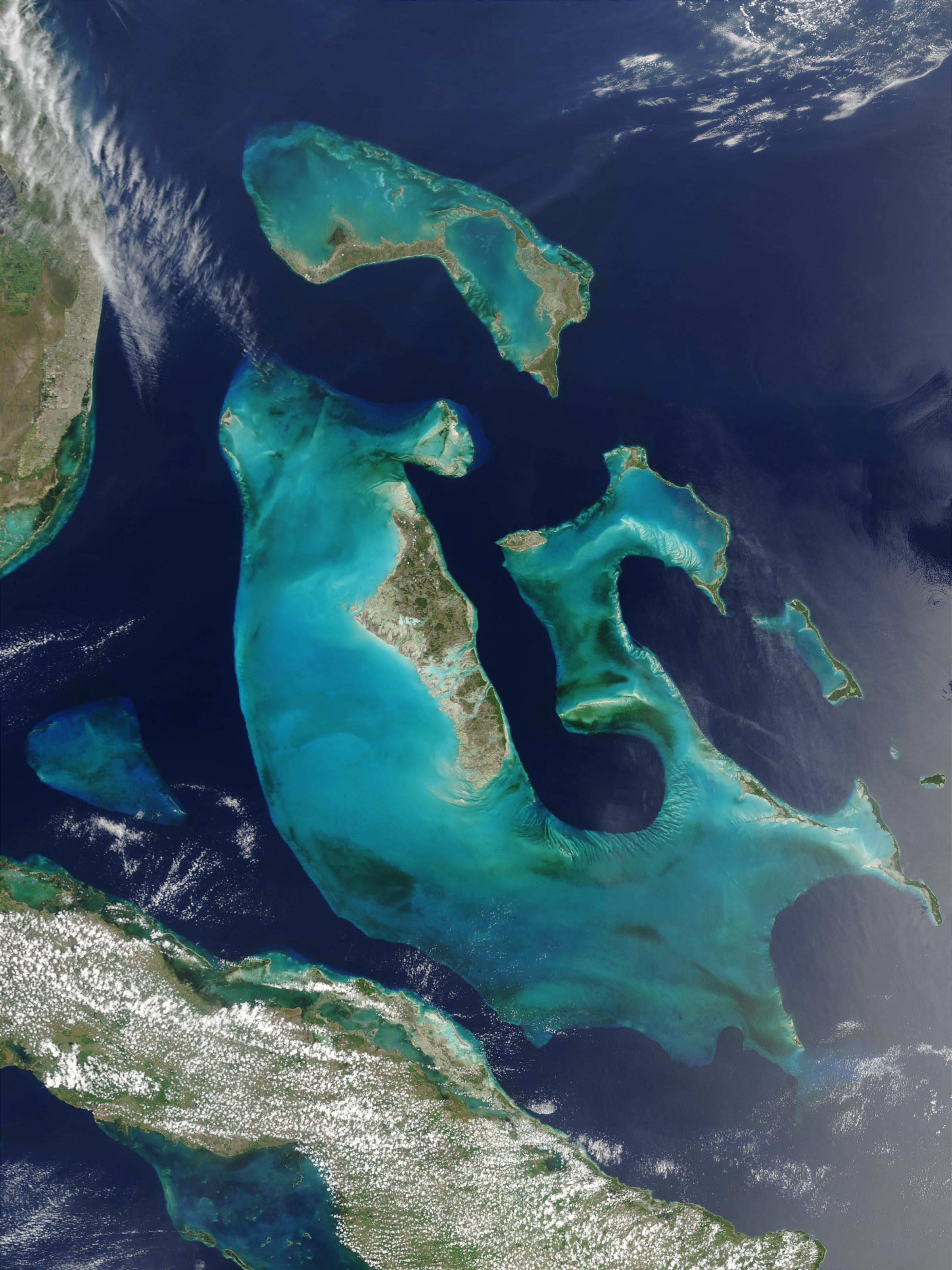
Багамська мілина
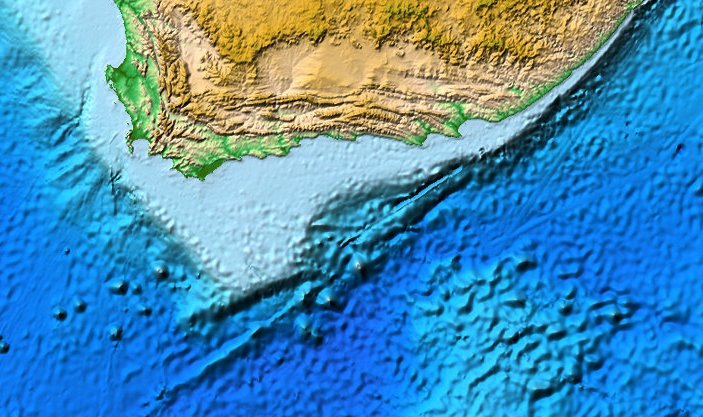
Мілина мису Голкового

На берегах Леванту можна знайти залишки древніх майданчиків із випарювання морської солі. Нині такий промисел поширений у більшості прибережних країн теплого поясу.

### Транспорті шляхи
Через Атлантичний океан пролягають найжвавіші морські шляхи (між 35-40° та 55-60° пн. ш.) як між провідними економіками світу (США, Канада, Велика Британія, Євросоюз), так і між головними сировинними регіонами — він став головним водним шляхом людства. Найважливішими транспортними магістралями є: північноатлантична (Північна Америка — Європа), далекосхідна (Європа — Азія), близькосхідна (Євпропа — Західна Азія, Північна Африка), середньоатлантична (Європа — Латинська Америка, Тропічна Африка). Водами Атлантики також курсують численні пасажирських судна, що перевозять туристів до курортів Європи, Карибських островів, США і Південної Америки. Північна Атлантика з'єднана з Індійським океаном Суецьким (1869), а з Тихим — Панамським каналом (1914), які значно скоротили морські шляхи і пожвавили мореплавання. На атлантичних узбережжях материків виникли найбільші морські порти світу. Через Північну Атлантику пролягають головні повітряні маршрути між Північною Америкою і Європою з Близьким Сходом, що поєднують найзавантаженіші аеропорти світу.

### Морські порти
Головні морські порти Атлантичного океану та морів його басейну: Одеса (Україна), Амстердам, Роттердам (Нідерланди), Лондон, Ліверпуль (Велика Британія), Гамбург (Німеччина), Марсель (Франція), Кейптаун (ПАР), Лагос (Нігерія), Дакар (Сенегал), Буенос-Айрес (Аргентина), Ріо-де-Жанейро (Бразилія), Галіфакс (Канада), Бостон, Новий Орлеан, Нью-Йорк, Х'юстон (США), Генуя (Італія), Санкт-Петербург (Росія).

### Видобуток корисних копалин
На континентальному шельфі Північного і Карибського морів, Мексиканської та Гвінейської заток значні поклади нафти і природного газу, що їх активно видобувають у Венесуелі, Анголі, Нігерії, Екваторіальній Гвінеї, США, Великій Британії, Данії, Норвегії. Підводні родовища кам'яного вугілля розробляють Велика Британія і Канада. На узбережжі Намібії на осушених ділянках видобувають алмази.

## Прибережні країни
Країни світу, що мають безпосередній вихід до вод Атлантичного океану, або морів його акваторії.
Європа
 Албанія,  Бельгія,  Болгарія,  Боснія і Герцеговина,  Велика Британія,  Греція,  Данія,  Естонія,  Ірландія,  Ісландія,  Іспанія,  Італія,  Литва,  Латвія,  Мальта,  Монако,  Нідерланди,  Німеччина,  Норвегія,  Польща,  Португалія,  Росія,  Румунія,  Словенія,  Україна,  Фінляндія,  Франція,  Хорватія,  Чорногорія,  Швеція.
 Азори,  Гернсі,  Гібралтар,  Джерсі,  Острів Мен,  Фарерські острови.
Азія
 Грузія,  Ізраїль,  Кіпр,  Ліван,  Сирія,  Туреччина.
 Акротирі і Декелія,  Палестина
Африка
 Ангола,  Бенін,  Габон,  Гамбія,  Гана,  Гвінея,  Гвінея-Бісау,  Екваторіальна Гвінея,  Камерун,  Кабо-Верде,  ДР Конго,  Республіка Конго,  Кот-д'Івуар,  Ліберія,  Мавританія,  Марокко,  Намібія,  Нігерія,  ПАР,  Сан-Томе і Принсіпі,  Сенегал,  Сьєрра-Леоне,  Того.
 Канари,  Мадейра,  Острови Святої Єлени, Вознесіння і Тристан-да-Кунья,  Західна Сахара.
Північна Америка
 Антигуа і Барбуда,  Багамські Острови,  Барбадос,  Беліз,  Гаїті,  Гватемала,  Гондурас,  Гренада,  Домініка,  Домініканська Республіка,  Канада,  Коста-Рика,  Куба,  Мексика,  Нікарагуа,  Панама,  Сент-Вінсент і Гренадини,  Сент-Кіттс і Невіс,  Сент-Люсія,  США,  Тринідад і Тобаго,  Ямайка.
 Американські Віргінські Острови,  Ангілья,  Аруба,  Британські Віргінські Острови,  Бермудські Острови,  Гваделупа,  Гренландія,  Кайманові Острови,  Кюрасао,  Мартиніка,  Монтсеррат,  Пуерто-Рико,  Сен-Мартен,  Сен-Бартельмі,  Сінт-Мартен,  Сен-П'єр і Мікелон  Острови Теркс і Кайкос.
Південна Америка
 Аргентина,  Бразилія,  Венесуела,  Гаяна,  Колумбія,  Суринам,  Уругвай,  Чилі.
 Південна Джорджія та Південні Сандвічеві Острови,  Французька Гвіана,  Фолклендські Острови.